# Heilig Geist (Zürich-Höngg)

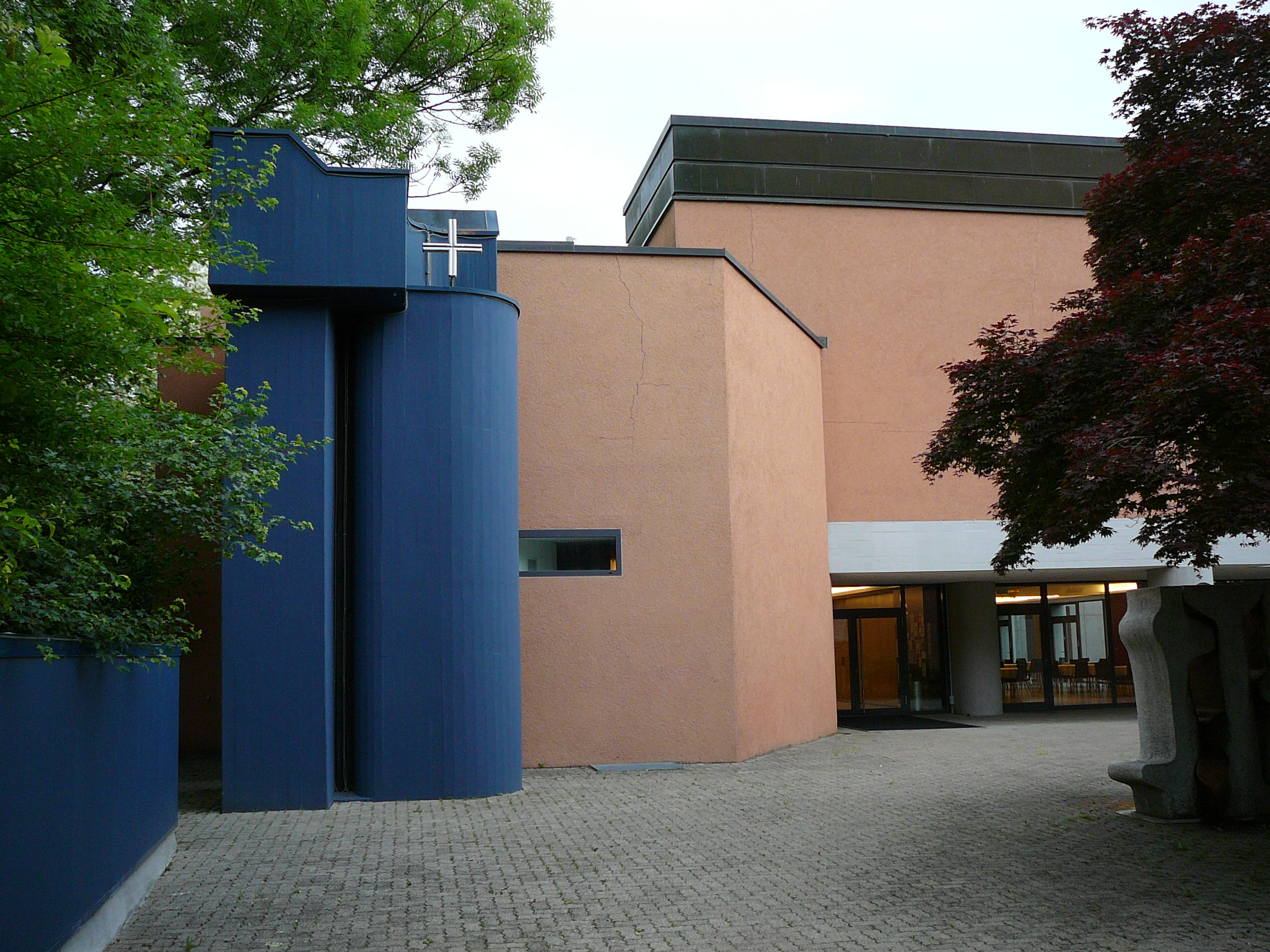
Heilig Geist-Kirche Zürich: Haupteingang von der Limmattalstrasse mit Kirchturm 2013

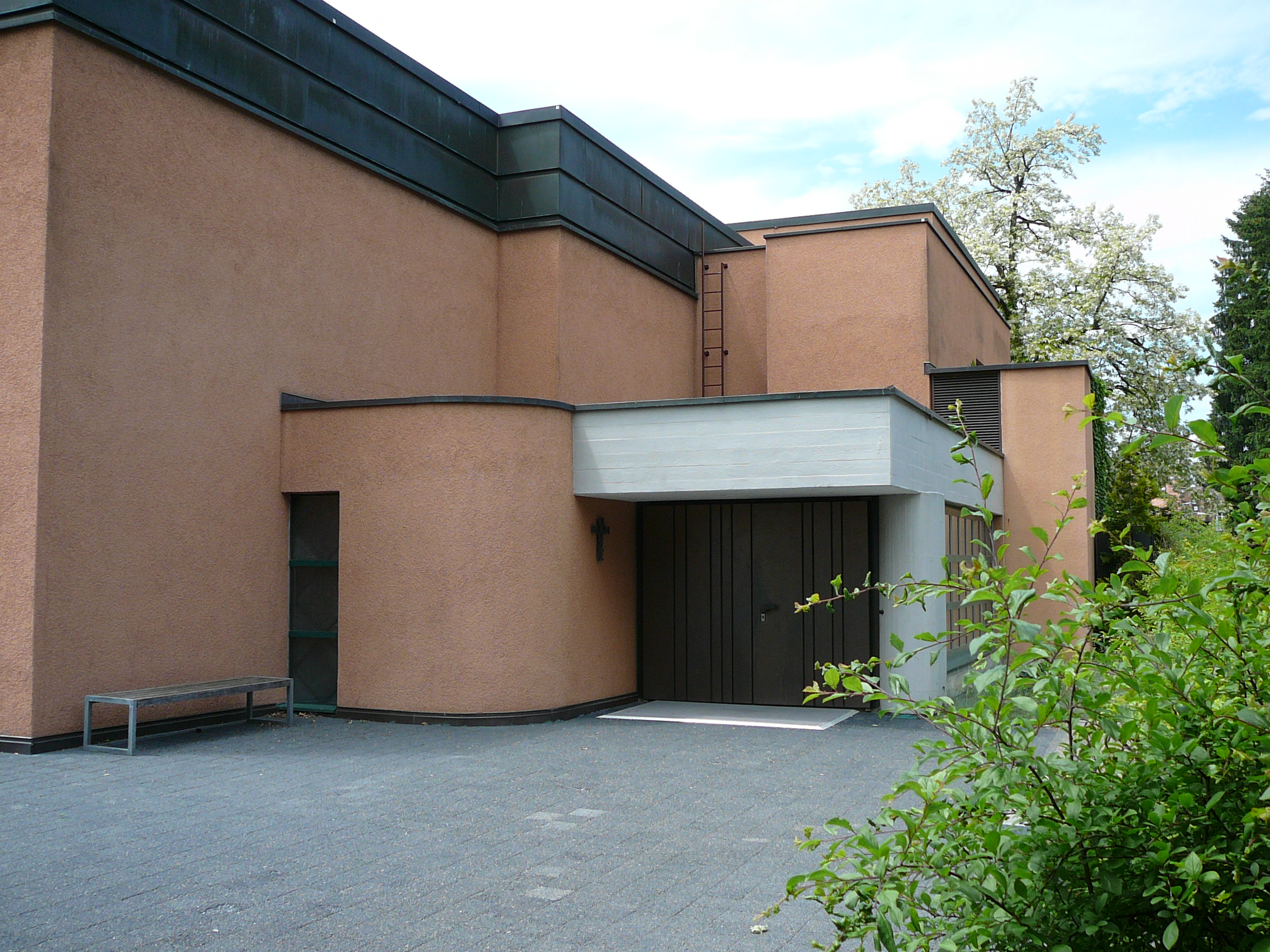
Der obere Eingang zur Kirche an der Brunnwiesenstrasse 2013

Die Kirche Heilig Geist ist die römisch-katholische Pfarrkirche des Quartiers Höngg in der Stadt Zürich. Sie befindet sich an der Limmattalstrasse 146 in unmittelbarer Nähe des Meierhofplatzes.

## Geschichte
Erstmals wurde eine Kirche in Höngg urkundlich im Jahr 870 erwähnt. Der Edle Landeloh übergab zum Heile seiner Seele und seiner Vorfahren am 8. Februar 870 seine Kirche in Höngg ans Kloster St. Gallen. Das Kloster wiederum übergab die Kirche von Höngg im Jahr 890 der St. Mangs (Magnus)-Kirche, welche unter Salomo III., Bischof von Konstanz und Abt von St. Gallen, ausserhalb der Stadt St. Gallen errichtet worden war. Die Kirche in Höngg war nach den Siegeln der Leutpriester von 1297 und 1390 dem Hl. Mauritius geweiht. Über dem Haupteingang der heute reformierten Kirche Höngg war bis 1819 der Spruch zu lesen: „Die Kirche zu Höngg von Alters her zu St. Moritz genennet war.“ Die Kirche gehörte zur Diözese Konstanz, in das Archidiakonat Zürich, in diesem zum Dekanate Kloten. Am 28. Juni 1376 wurde die Pfarrkirche von Höngg auf Befehl von Papst Gregor XI. dem Kloster Wettingen inkorporiert, was bis 1837 Bestand hatte. Zur Pfarrei Höngg gehörten auch die Kapelle von Regensdorf, 1364 von Niederhasli, St. Ottilien in Watt und auf dem nördlichen Hönggerberg die Kapelle der Hl. Theodul (Theodor) und Herhard. Auch Affoltern war bis 1683 nach Höngg kirchgenössig. Die Kirche Höngg wurde 1443 von den Eidgenossen niedergebrannt und 1446 von den Hönggern neu aufgebaut. Im Rahmen der Reformation im Jahr 1523 wurde der katholische Kult im Kanton Zürich verboten und die Kirche in Höngg für reformierte Gottesdienste weiter verwendet.
Das Toleranzedikt des Zürcher Regierungsrats vom 10. September 1807 erlaubte erstmals wieder eine katholische Gemeinde in Zürich. Das sog. Erste zürcherische Kirchengesetz im Jahr 1863 anerkannte die katholischen Kirchgemeinden neben Zürich auch in Winterthur, Dietikon und Rheinau (die letzten beiden waren traditionell katholisch geprägte Orte). Auf Grundlage des Vereinsrechts konnten daraufhin im ganzen Kanton katholische Niederlassungen gegründet werden. Mit Hilfe von Fördervereinigungen wie dem Piusverein (gegr. 1857) und der Katholischen Gesellschaft für inländische Mission (gegr. 1863) entstanden in den 1860er Jahren in kurzer Folge weitere Seelsorgestationen und spätere Pfarreien im Kanton Zürich: Männedorf (1864), Gattikon-Thalwil/Langnau (1864), Horgen (1865), Pilgersteg-Rüti/Wald (1866), Wald und Bubikon (1873), Uster (1876), Langnau (1877), Rüti (1878), Wädenswil (1881), Bülach (1882), Wetzikon (1890), Bauma (1894), Adliswil (1894), Pfungen (1895), Dübendorf (1897) und Küsnacht (1901). So kam es, dass um 1900 im Kanton Zürich bereits 20 katholische Pfarreien existierten, darunter auch die heutigen Stadtzürcher Pfarreien St. Peter und Paul (Aussersihl), Liebfrauen, Herz Jesu Oerlikon und Heilig Kreuz Altstetten.
Als Ende des 19. Jahrhunderts die ersten Katholiken seit der Reformation nach Höngg zogen, erhielten ihre Kinder zunächst von der Pfarrei St. Peter und Paul (Aussersihl) aus Religionsunterricht. Im Jahr 1890 wurde Höngg der Pfarrei Heilig Kreuz (Altstetten) und am 3. Oktober 1935 per bischöfliches Dekret der neu gegründeten Pfarrei Guthirt (Wipkingen) zugeteilt. Somit ist die Pfarrei Heilig Geist in ihrer heutigen Form eine Tochterpfarrei von Guthirt. Heilig Geist wurde per 1. Oktober 1940 zunächst zum Pfarrvikariat, dann am 13. Dezember 1942 zur selbständigen Pfarrei erhoben und von Guthirt abgetrennt. Die im Jahr 1964 erbaute Pfarrei St. Mauritius in Oberengstringen ist selber wiederum eine Tochterpfarrei von Heilig Geist. Oberengstringen wurde durch ein bischöfliches Dekret im Jahr 1963 zur Pfarrei erhoben und von Heilig Geist Höngg abgetrennt. Sowohl die Pfarrei St. Mauritius Oberengstringen als auch die Pfarrei St. Mauritius Regensdorf sind nach dem Hl. Mauritius benannt, weil beide Orte im Mittelalter zur Pfarrei Höngg gehörten, die selber diesen Heiligen zum Kirchenpatron hatte.

## Die erste Heilig Geist-Kirche

### Baugeschichte und Namensgebung

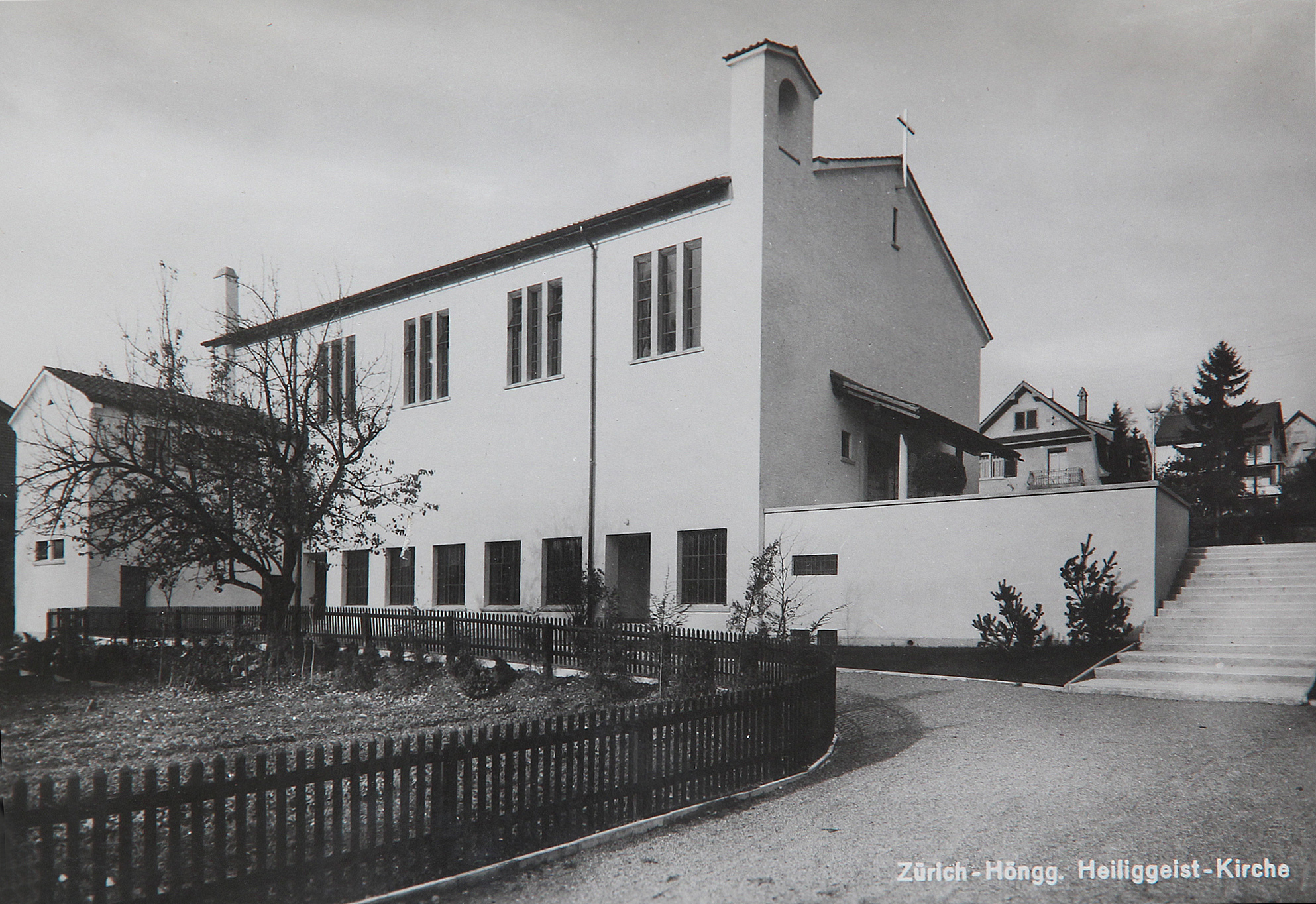
Heiliggeist-Kirche von 1940

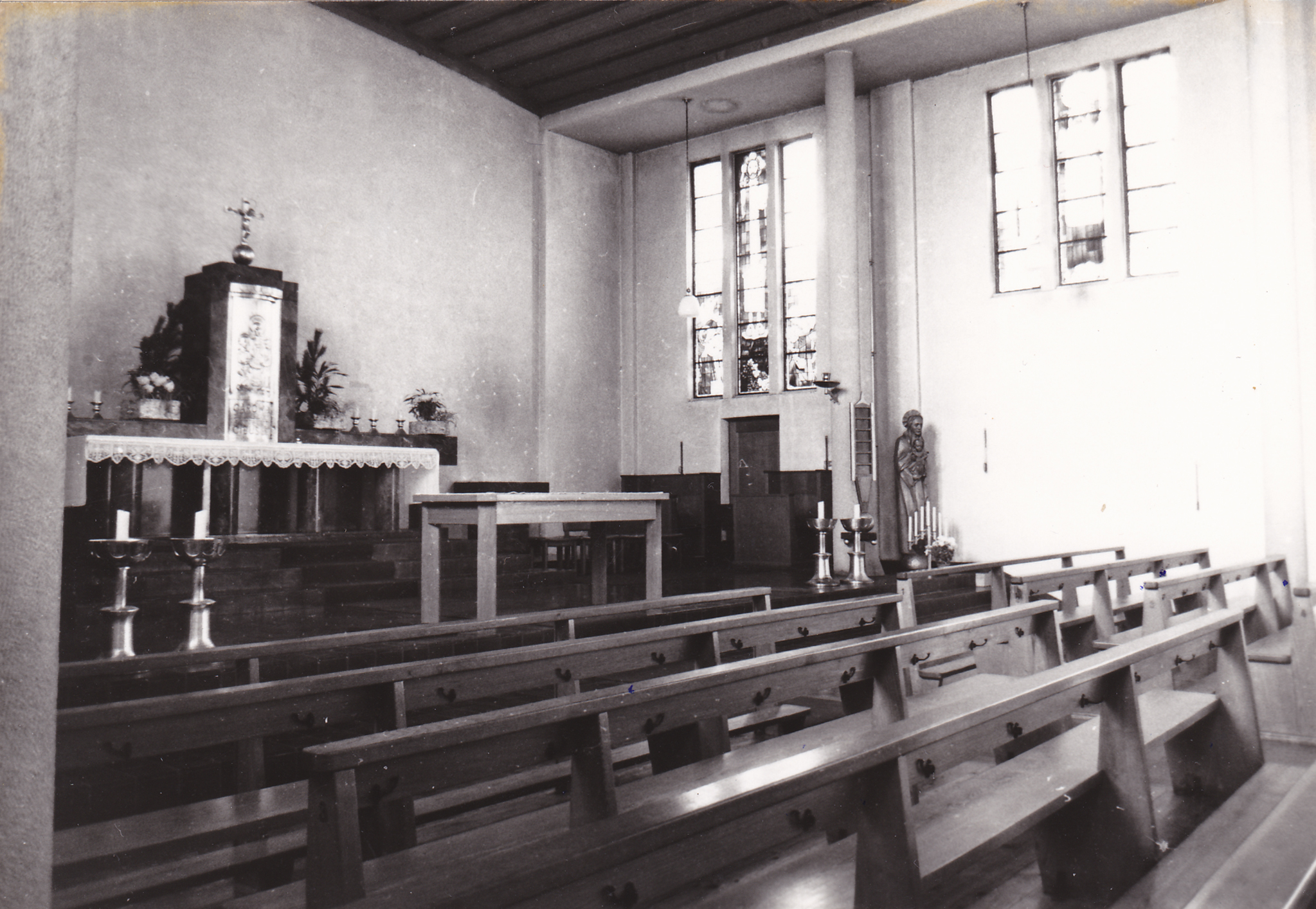
Innenansicht

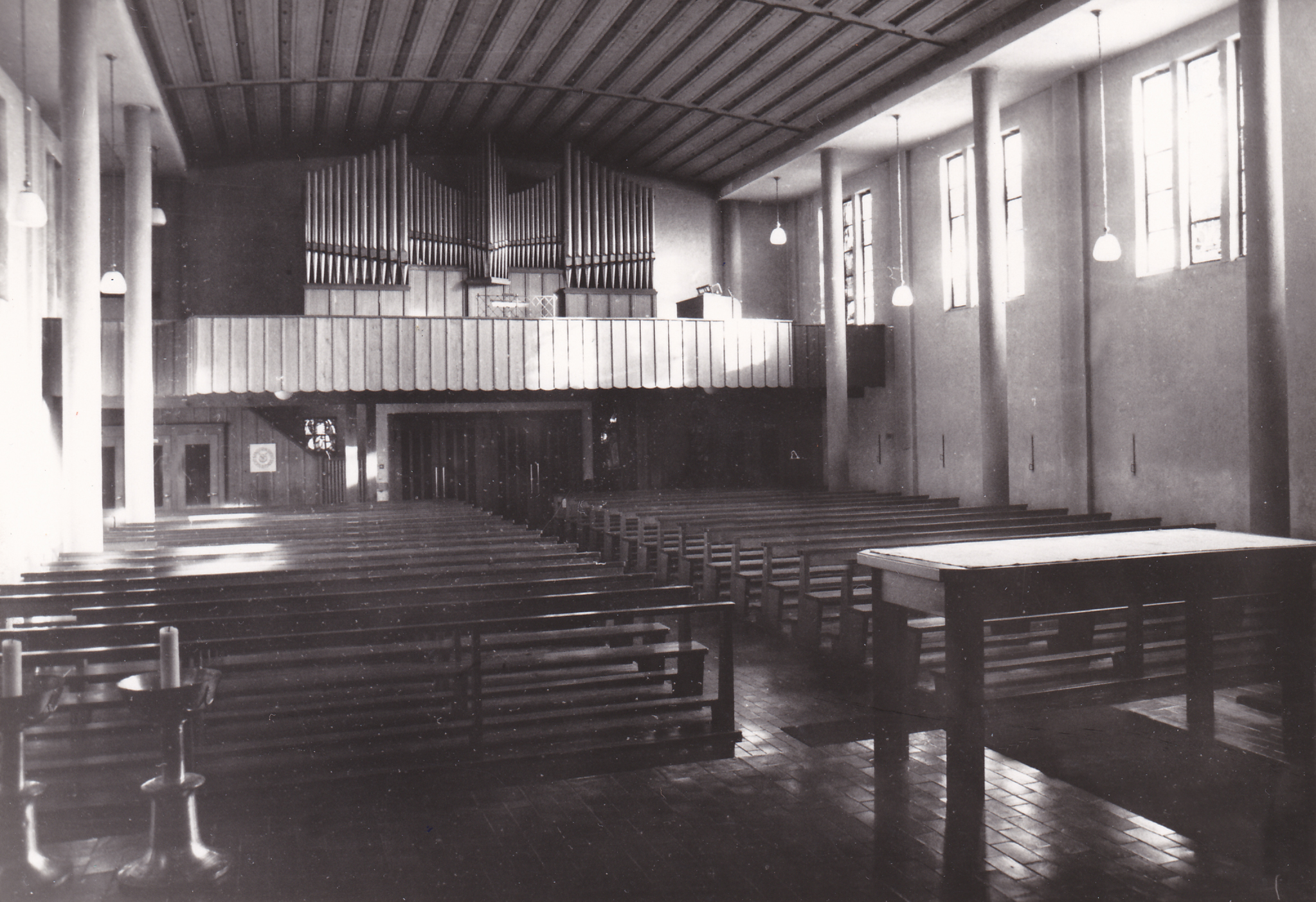
Blick zur Empore

In den 1930er Jahren gründete die Mutterpfarrei Guthirt Zürich-Wipkingen einen Baufonds für eine Kirche in Höngg, welche zusätzlich für die Katholiken in Oberengstringen zuständig sein sollte. In Zeiten der Not und der wirtschaftlichen Krise wuchs der Fonds dank Bettelpredigten der Geistlichen von Wipkingen in der Zentral- und Ostschweiz, aber auch dank Wohltätigkeitsanlässen und Spenden. Bereits im Jahr 1933 wurde in Höngg an der Brunnwiesenstrasse der Baugrund für die erste Kirche Heilig Geist erworben, welche dann „in der Kriegszeit vom 1. August 1939 bis zum 30. September 1940 errichtet wurde.“ Am 17. September 1939 wurde der Grundstein für die erste Kirche Heilig Geist gelegt, die nach Plänen des Architekten Anton Higi erbaut wurde. Higi baute zeitgleich die Kirche St. Martin Zürich-Fluntern, weshalb er die Ausführung des Baus an Karl Strobel abgab, der bereits 1936–1937 die Erlöserkirche in Zürich-Riesbach errichtet hatte. Wegen des Zweiten Weltkriegs waren der Bau und die Ausstattung der Kirche zunächst nicht gesichert; so blieb die Lieferung des Marmors aus Italien für die Altäre der Kirche lange aus. Am 6. Oktober 1940 konnte die fertiggestellte Kirche vom Churer Bischof, Laurenz Matthias Vincenz eingesegnet werden. Im Jahr 1942 erhielt die Kirche einen weiteren Altar, der aus der Unterkirche von Guthirt stammte.
Die Namensgebung der Kirche Heilig Geist steht in engem Zusammenhang mit den historischen Ereignissen der späten 1930er Jahre. Hermann Odermatt schreibt in der Festschrift zur Kirche, die Mitten im Zweiten Weltkrieg erbaut wurde: "Eine Heiliggeist-Kirche! Kann man ein Gotteshaus gerade heute in besseren Schutz stellen? Die Weihe an den Geist der Wahrheit, in diesen Zeiten, wo der Irrtum triumphiert und selbst die Wahrheitssuchenden Irrlichtern nachrennen. An den Geist der Liebe, wo der Hass wie eine Gewitterwolke auf den Völkern lastet... An den Vater der Armen, die heute zu Zehntausenden haus- und heimatlos zum Himmel schreien. An den Tröster der Verlassenen, die um Tote weinen und um Lebende bangen... Heiliggeist-Kirche! Wer in ihrem Bereich steht, den lockt nicht das Irrlicht, den zerfrisst nicht der Hass, den zertrümmert nicht die Not... Veni, Sancte Spiritus!"

### Baubeschreibung
Auf Basis eines Vorprojektes von Architekt Anton Higi entwarf Karl Strobel einen schlichten Kirchbau, der sich auf einem Baugrund zwischen der ruhigeren Brunnwiesen- und der verkehrsreichen Limmattalstrasse in der Nähe des damaligen Postgebäudes und des Schulhauses Bläsi in Höngg befand. Das Dach der Kirche zierte ein Dachreiter für eine Glocke. Geplant war, diesen Dachreiter durch einen schlanken Kirchturm zu ersetzen und das südliche Gelände an der Limmattalstrasse durch ein neues Pfarrhaus zu bebauen, was aber beides nicht ausgeführt wurde. Die zweigeschossige Kirche war längs der Brunnwiesenstrasse erbaut und teilte die nach Südwesten fallende Liegenschaft in zwei verschieden hoch gelegene Geländestufen. Der höher gelegene Teil an der Brunnwiesenstrasse bildete den oberen Kirchenvorplatz, der untere Kirchplatz bot Raum für den Aussenbereich des kirchlichen Kindergartens, der ursprünglich im Untergeschoss der Kirche angesiedelt gewesen war. Im Untergeschoss des Kirchengebäudes befand sich auch eine Werktagskapelle mit eigener Sakristei. Durch eine Treppe konnte man von der unteren Sakristei in die obere Sakristei gelangen. Das Obergeschoss des Gebäudes bestand aus der eigentlichen Kirche. Der Kirchenraum war durch einfache Betonsäulen gegliedert und mit einer leicht gewölbten, gleichförmig über Chor und Schiff durchlaufenden Holzdecke überspannt. Dreiteilige Fenster spendeten Licht und enthielten Glasfenster des Kunstmalers Giuseppe Scartezzini. Das offene und erhöhte Chor wurde durch die Kanzel und die Kommunionbank vom Kirchenschiff abgehoben. Der Altar bestand aus einem Verde-Issorie-Marmor. Die Tabernakelverkleidung und die Altarleuchter waren von Goldschmied O. Zweifel entworfen und ausgeführt worden. Im hinteren Bereich der Kirche befand sich eine Orgelempore, welche in Holz als Provisorium ausgeführt war, da man ursprünglich geplant hatte, die Kirche in einer zweiten Bauetappe um ein Joch nach rückwärts zu verlängern, was dann aber nie ausgeführt wurde.

Heiliggeist-Kirche, Ansicht von Süden um 1940
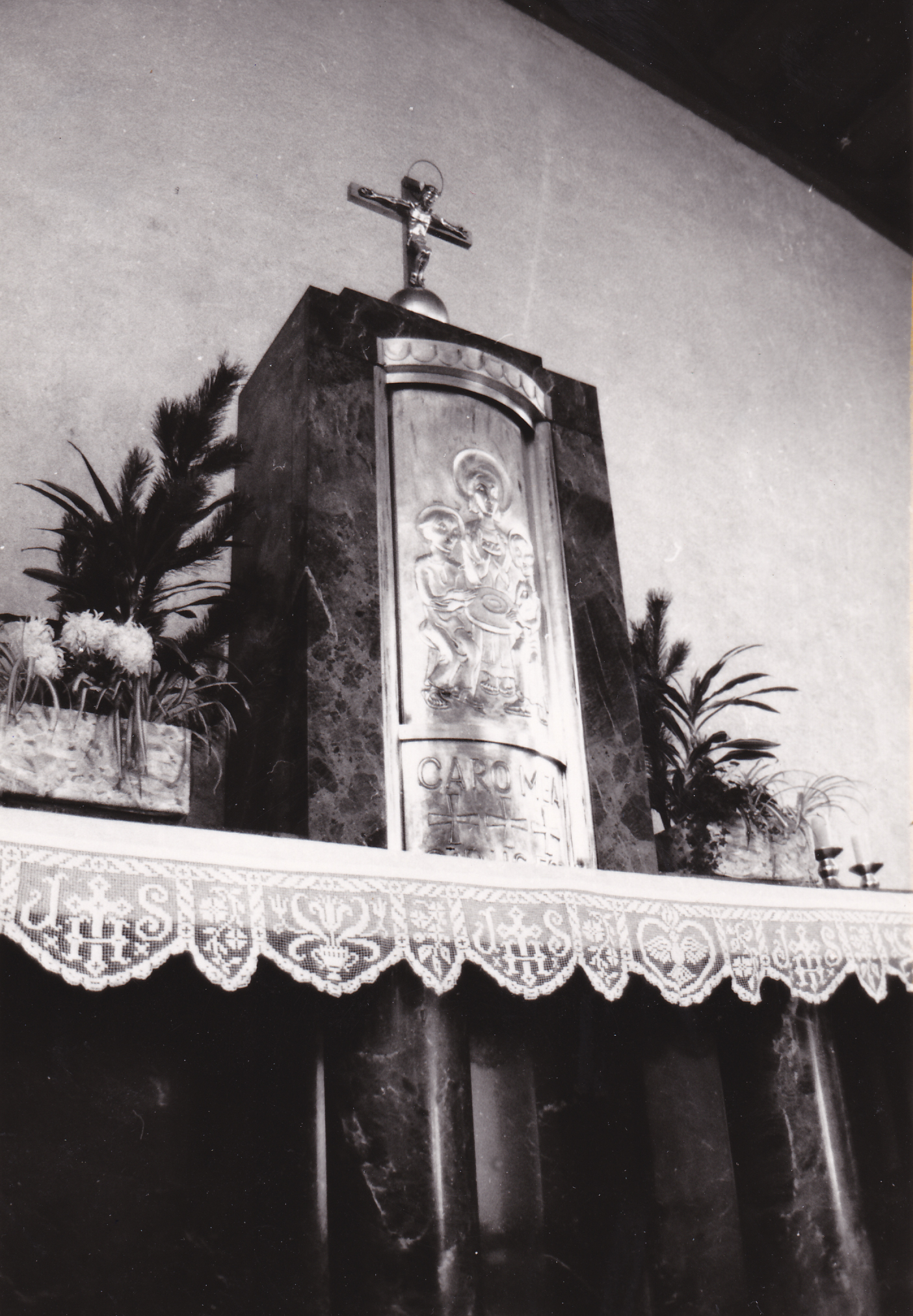
Der Tabernakel
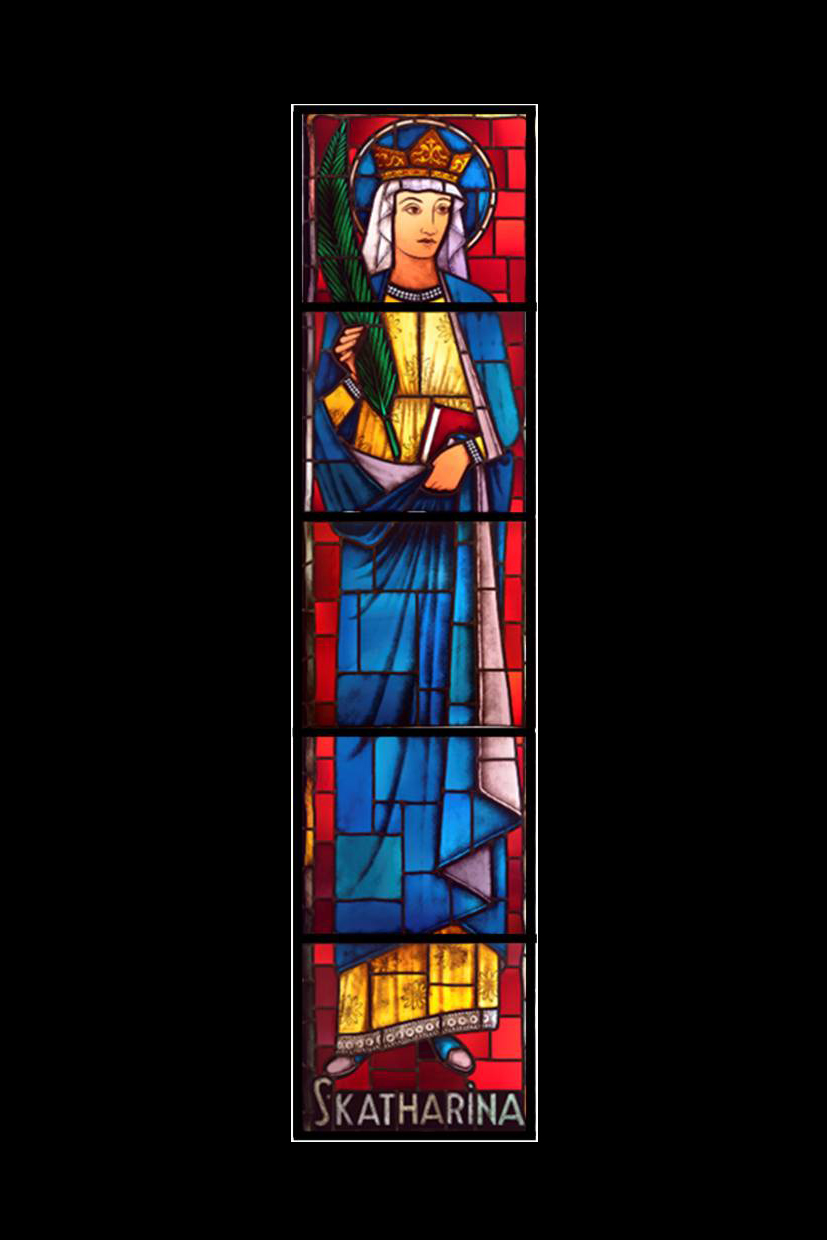
Kirchenfenster von 1940
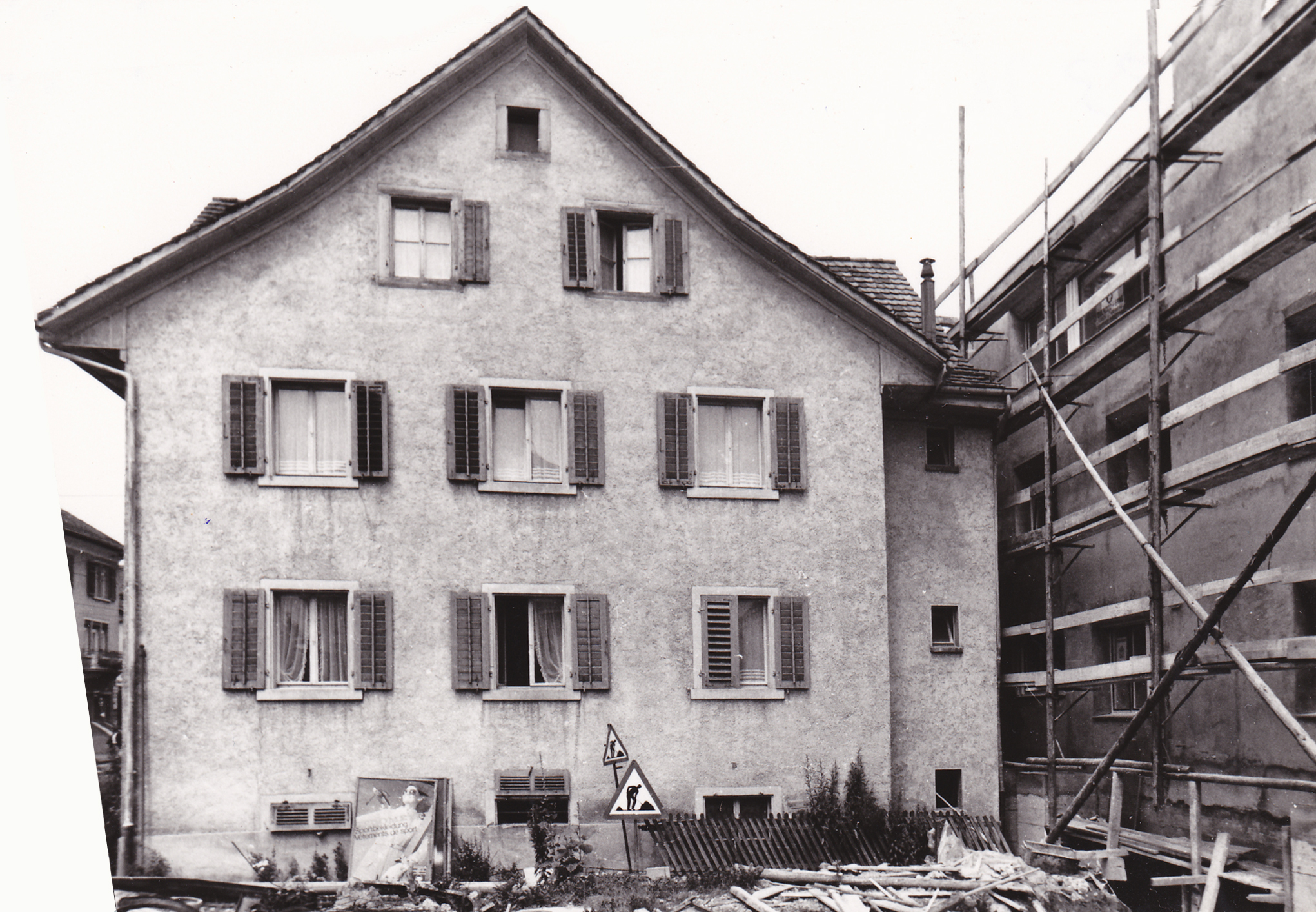
Das alte Pfarrhaus (links) und das neue Pfarrhaus (rechts) 1972
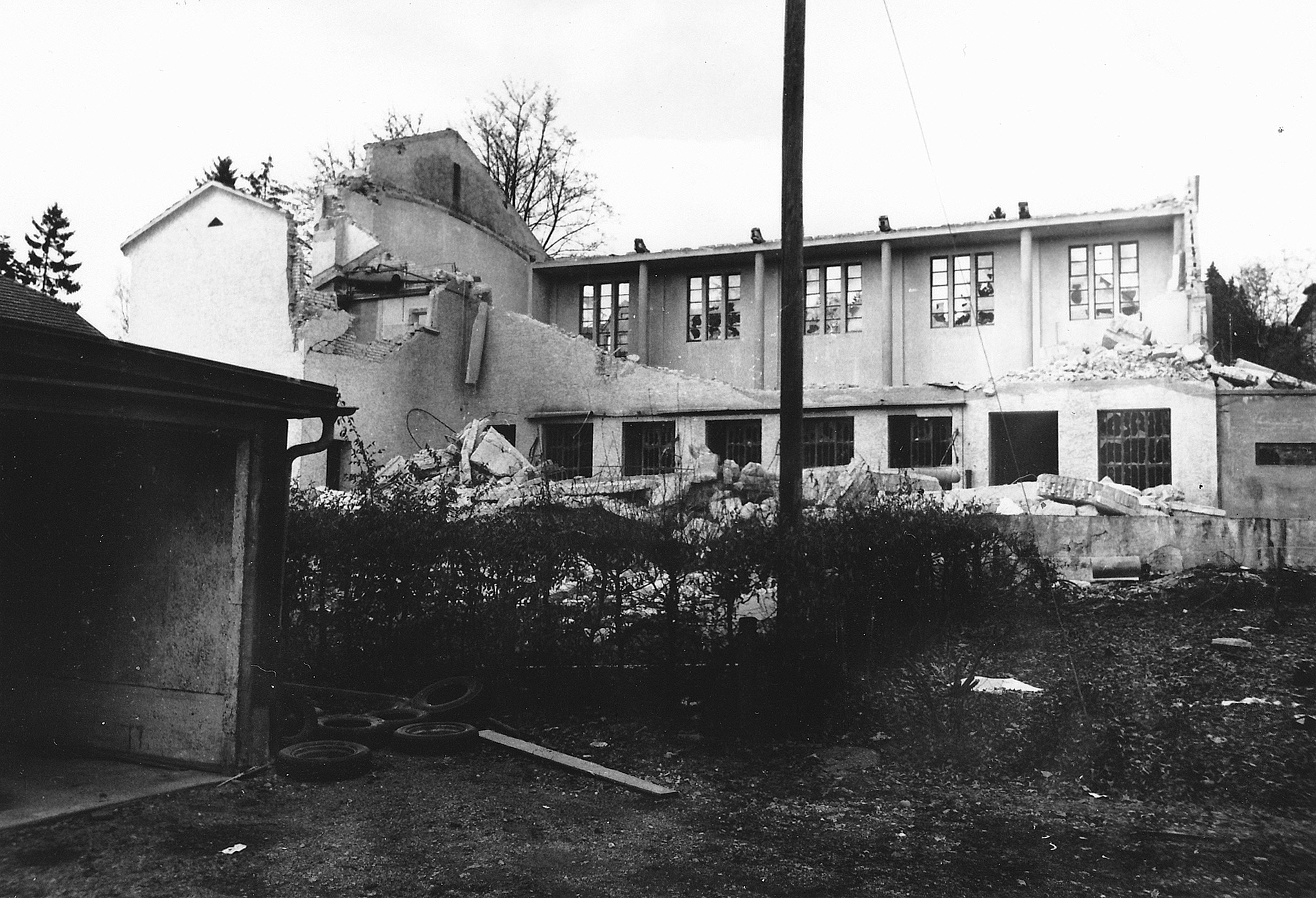
Abbruch der alten Kirche 1971

## Die zweite Heilig Geist-Kirche

### Baugeschichte
Als die erste Pfarrkirche von Höngg für die stetig wachsende Gemeinde zu klein wurde, begann in den 1960er Jahren in der Pfarrei eine Diskussion um einen Neubau der Kirche samt Pfarreizentrum und neuem Pfarrhaus. 1967 wurde ein erstes Bauprojekt des Architekten Karl Higi (1920–2008) mit nur einer hauchdünnen Mehrheit angenommen und blieb auch nach der Abstimmung in der Gemeinde umstritten. Nach einer Überarbeitung des Projekts durch den Architekten und einer Redimensionierung erfolgte im April 1970 eine zweite Abstimmung, bei der mehrheitlich für den Neubau des Pfarreizentrums gestimmt wurde. Am 31. Januar 1971 wurde der letzte Gottesdienst in der ersten Heilig Geist-Kirche gefeiert. Nach Abbruch, Aushub und Pfählungsarbeiten erfolgte der Baubeginn. Am 3. Oktober 1971 fand die Grundsteinlegung und am 6. Oktober 1972 das Aufrichtfest statt. Die neu erbaute Kirche samt Pfarreizentrum und Pfarrhaus wurde am 2. September 1973 von Bischof Johannes Vonderach eingeweiht. Das alte Pfarrhaus befand sich unmittelbar an der Limmattalstrasse und blieb während dieser Bauarbeiten zunächst noch stehen und bewohnt. Als das unmittelbar daneben erbaute neue Pfarrhaus am 12. August 1972 bezogen werden konnte, wurde daraufhin das alte Pfarrhaus abgerissen und an seiner Stelle ein kleiner Garten und Parkplätze an der Limmattalstrasse eingerichtet.
In den Jahren 2004 bis 2005 wurde das Zentrum durch den Architekten Beat Kämpfen (geb. 1954) erneuert und erweitert. Der Künstler Thomas Rutherfoord (geb. 1956) richtete im Rahmen dieser Erneuerung des Zentrums im Erdgeschoss einen „Raum der Stille“ ein. Im Jahr 2013 wurde das Innere der Kirche von den Künstlern Mundy Nussbaumer, Luzern und Toni Egloff neu gestaltet. Am 1. Dezember 2013 nahm Weihbischof Paul Vollmar die Einsegnung der neu gestalteten Kirche vor und setzte dabei in den neuen Altar Reliquien des Bruder Klaus und des Hl. Mauritius ein.
Seit 1997 befindet sich auf dem Dach der Kirche eine Photovoltaikanlage mit einer installierten Leistung von 25 kWp. In den Jahren 2018–2021 wurde das Kirchenzentrum durch den Architekten Beat Kämpfen einer Gesamtsanierung unterzogen. Hierbei wurde die Gebäudehülle energetisch saniert, ohne dass die von Architekt Karl Higi geschaffene Rhythmisierung der Fassade von Sichtbeton und verputzter Fassade verändert werden musste. Bei der Aufstockung des Pfarrhauses wurde auf dem Dach eine solarthermische Anlage installiert. 2021 kam auf dem Kirchplatz eine weitere Photovoltaikanlage mit 14 kWp auf dem neu erstellen Vordach hinzu. Die Heizung des gesamten Gebäudekomplexes wird seit 2018 mittels einer Erdwärmesonde betrieben. Für ihr langjähriges Engagement für Nachhaltigkeit wurde die Kirchgemeinde Heilig Geist am 4. November 2022 mit dem Schweizer Solarpreis-Diplom in der Kategorie Institution ausgezeichnet.
Die Pfarrei Heilig Geist zählt mit 5'747 Mitgliedern (Stand 2021) zu den mittelgrossen römisch-katholischen Kirchgemeinden der Stadt Zürich.

### Äusseres, Kirchturm und Glocken

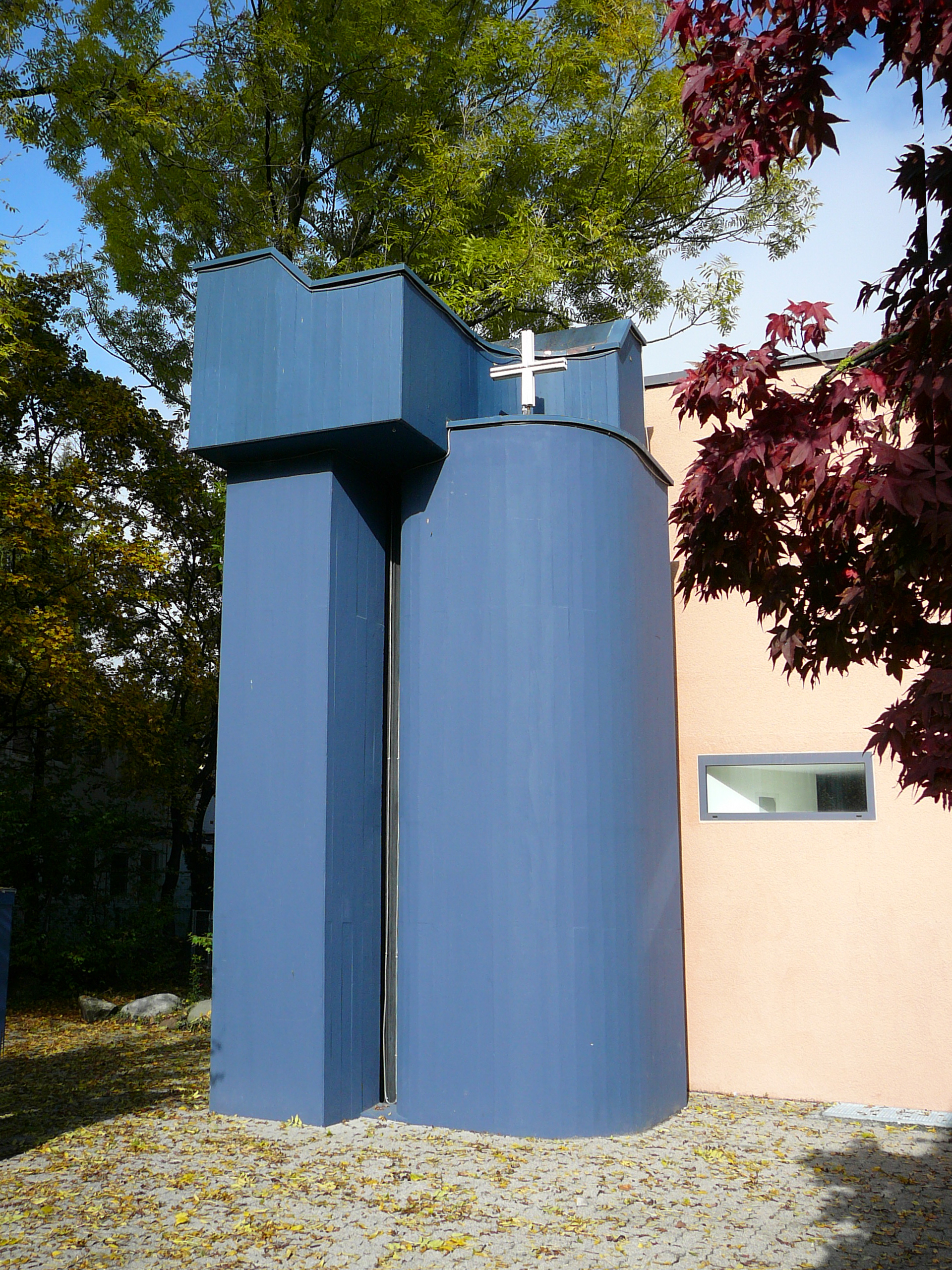
Der Kirchturm, Farbgebung 2005

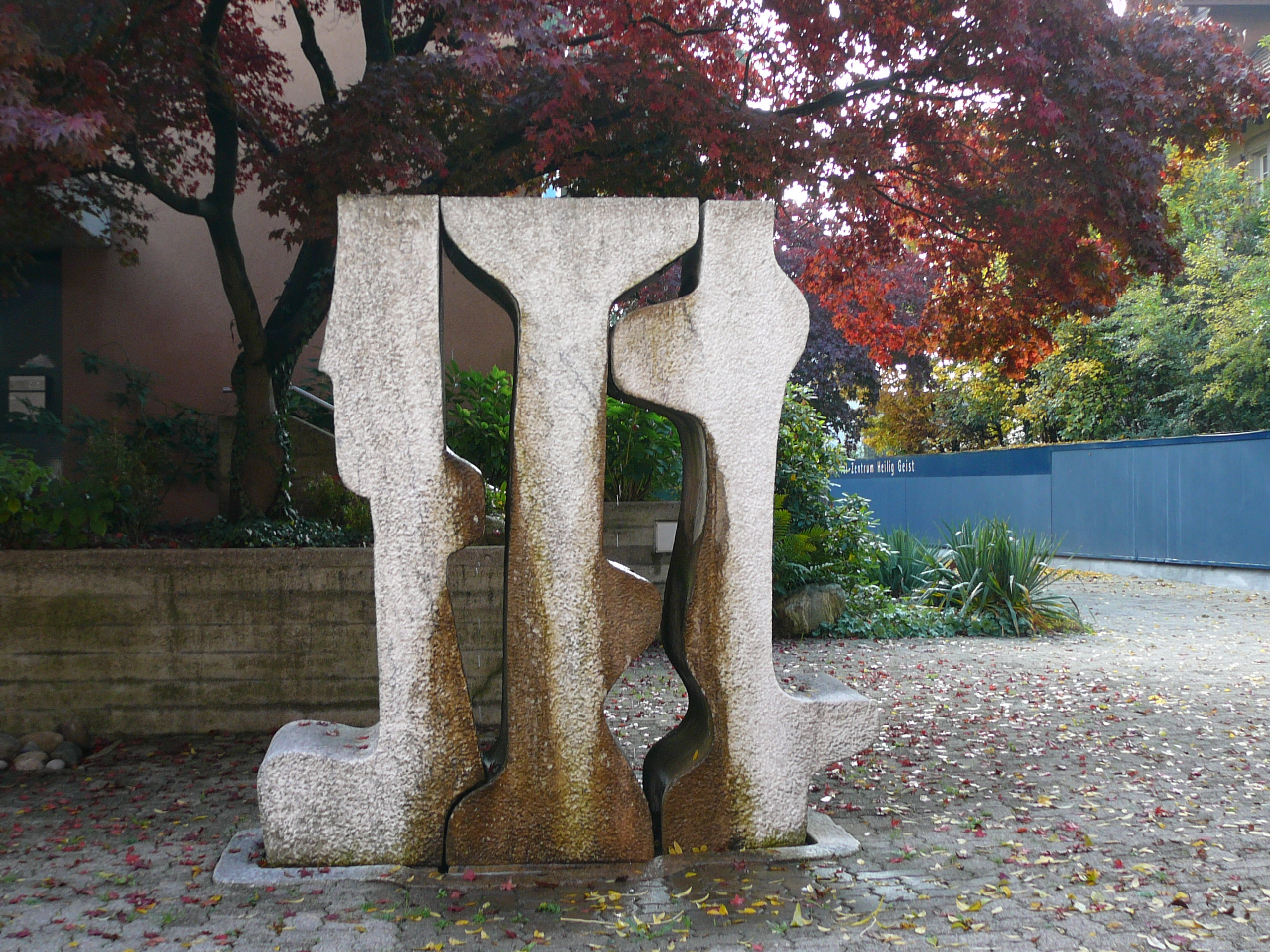
Der Brunnen von Pierino Selmoni von 1973

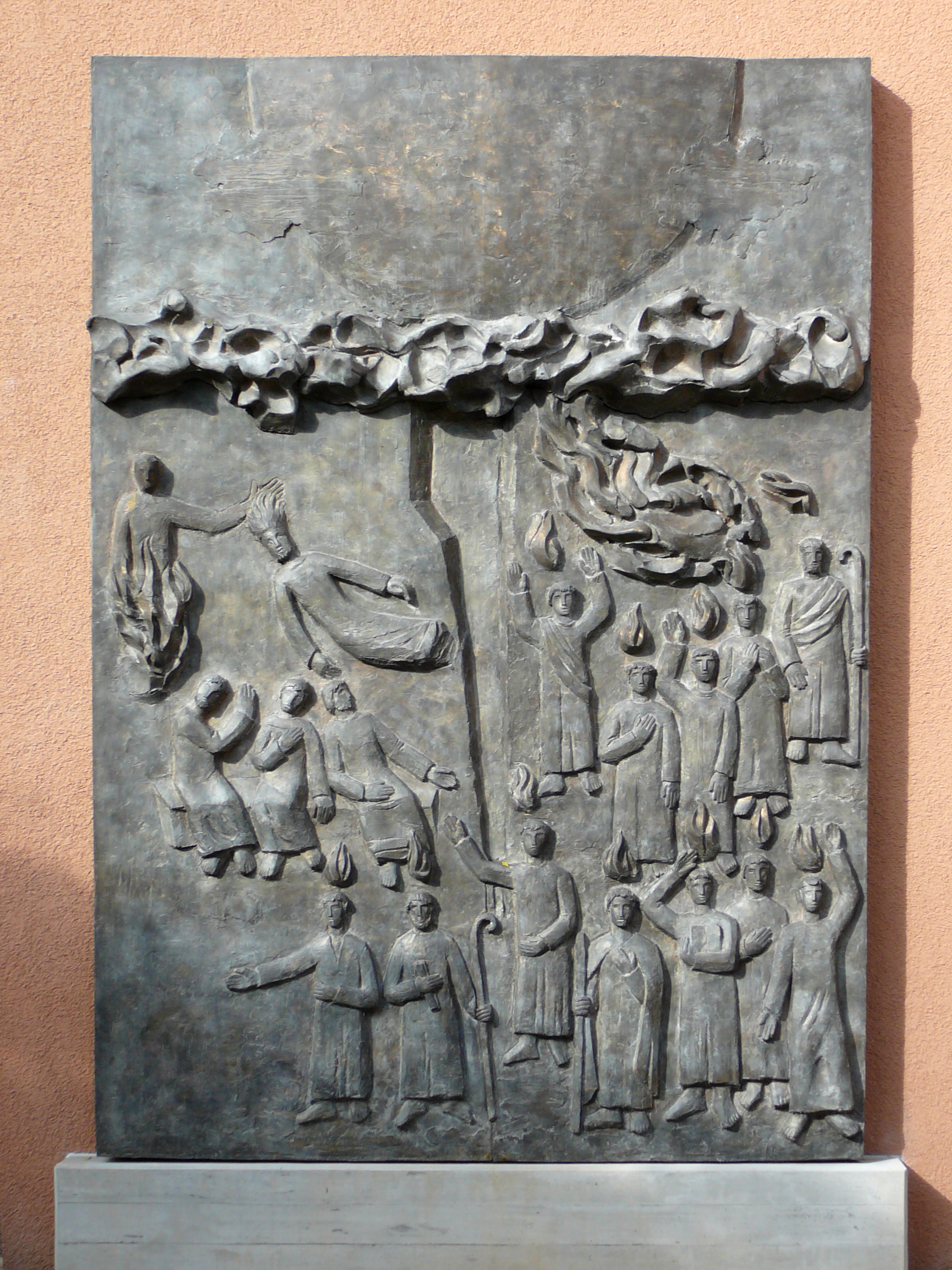
Heilig-Geist-Relief von Hans Loretan im Innenhof 2013

Sowohl von der Limmattalstrasse als auch von der Brunnwiesenstrasse her wirkt das Pfarreizentrum trotz seiner Grösse etwas gedrungen und dezent. Das Fehlen eines weithin sichtbaren Kirchturms verstärkt diesen Eindruck. Die gestalterische Zurückhaltung beim Bau der zweiten Heilig Geist-Kirche kann durch zwei Fakten erklärt werden: Zum einen wollte man die im Diaspora-Gebiet erbaute Kirche bewusst dezent gestalten. Zum andern gerieten die Kirchen ab den 1960er Jahren generell unter Druck, weshalb man Kirchgebäude ohne dominante Wirkung im Siedlungsbild bauen wollte.  Durch die warme Farbgebung in Ocker und durch den Verzicht auf architektonische Dominanz erhielt der Kirchbau einen einladenden, Gemeinschaft stiftenden Charakter, was den Vorgaben des Zweiten Vatikanischen Konzils entsprach. Auf den christlichen Charakter des Gebäudes verweisen das Kreuz auf dem Kirchturm beim unteren Zugang sowie das Kreuz neben dem oberen Zugang zur Kirche.
Eine Auffälligkeit des Pfarreizentrums Heilig Geist besteht darin, dass der Kirchturm niedriger ist als das Kirchengebäude. Der Grund hierfür ist, dass erst nach Eingabe des Baugesuchs entschieden wurde, neben der Kirche noch einen Kirchturm zu errichten. Eine erneute Baueingabe samt höherem Kirchturm hätte den Bau der Kirche weiter hinausgezögert, weshalb darauf verzichtet wurde. Im Kirchturm befindet sich ein Geläut aus drei Bronzeglocken, das 1973 von der Glockengiesserei H. Rüetschi in Aarau gegossen und am 30. Juni 1973 geweiht wurde. Die Glocken wurden im engen Kirchturm übereinander angeordnet.
| Nummer | Gewicht | Durchmesser | Ton |
| ------ | ------- | ----------- | --- |
| 1      | 325 kg  | 82 cm       | h1  |
| 2      | 195 kg  | 68 cm       | d2  |
| 3      | 145 kg  | 62 cm       | e2  |

Weil die zurückhaltende architektonische Gestaltung das Finden des Pfarreizentrums erschwerte, führt seit der Erneuerung des Pfarreizentrums im Jahr 2005 eine markant dunkelblau gestrichene Wand von der Limmattalstrasse zum Gebäude. Zeitgleich erhielt auch der ursprünglich grau gehaltene Kirchturm seine heutige dunkelblaue Farbgebung. Der Brunnen auf dem Vorplatz der Kirche zwischen Pfarreizentrum und Pfarrhaus wurde vom Tessiner Künstler Pierino Selmoni im Jahr 1973 gestaltet und gehört damit zur ursprünglichen Ausstattung des Pfarreizentrums.
In unmittelbarer Nähe des Brunnens und neben dem Arkadengang samt Haupteingang zum Pfarreizentrum befindet sich seit 2013 die Heilig-Geist-Plastik des Künstlers Hans Loretan (1920–2008), welche zuvor in der Kirche angebracht gewesen war. Diese Bronzeplastik thematisiert vier Werke des Heiligen Geistes: Oben wird der Geist Gottes bei der Schöpfung dargestellt (Gen 1,2), links die Vision des Ezechiel, der berichtet, wie ihn Gottes Hand an den Haaren gepackt und nach Jerusalem gebracht habe (Ezech 8,1ff.). Rechts wird das Pfingstereignis mit der Ausgiessung der Heiligen Geistes gezeigt (Apg 2,3ff.), unten schliesslich die Aussendung der Jünger (Apg 1,8).
Beim oberen Eingang zur Kirche befindet sich ein Kreuz, das von Künstler Paul Stöckli 1973 geschaffen wurde und die quadratischen Elemente der ursprünglichen Gestaltung des Kirchenraumes aufnimmt.

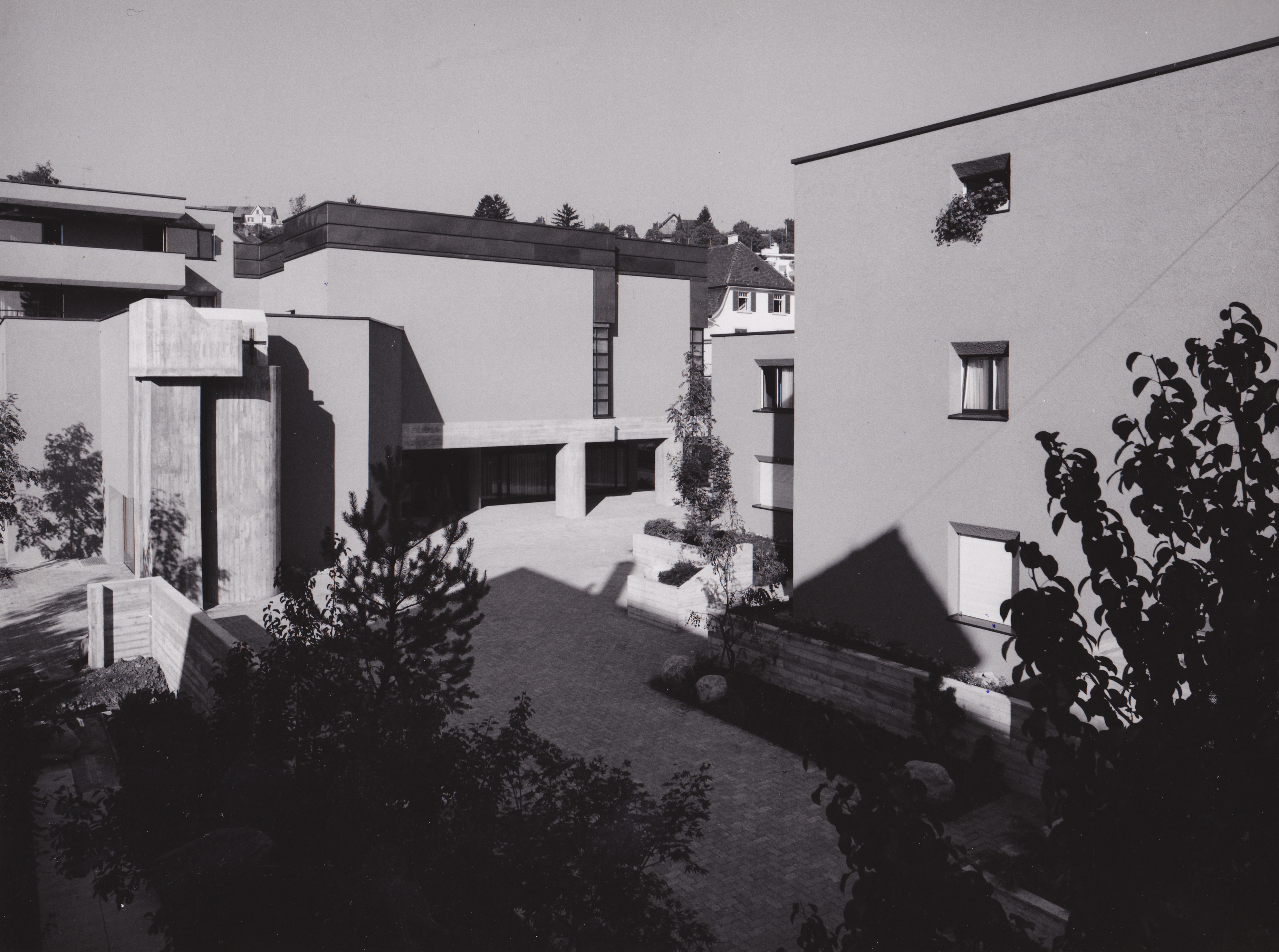
Kirchturm, Pfarreizentrum und Pfarrhaus von 1973
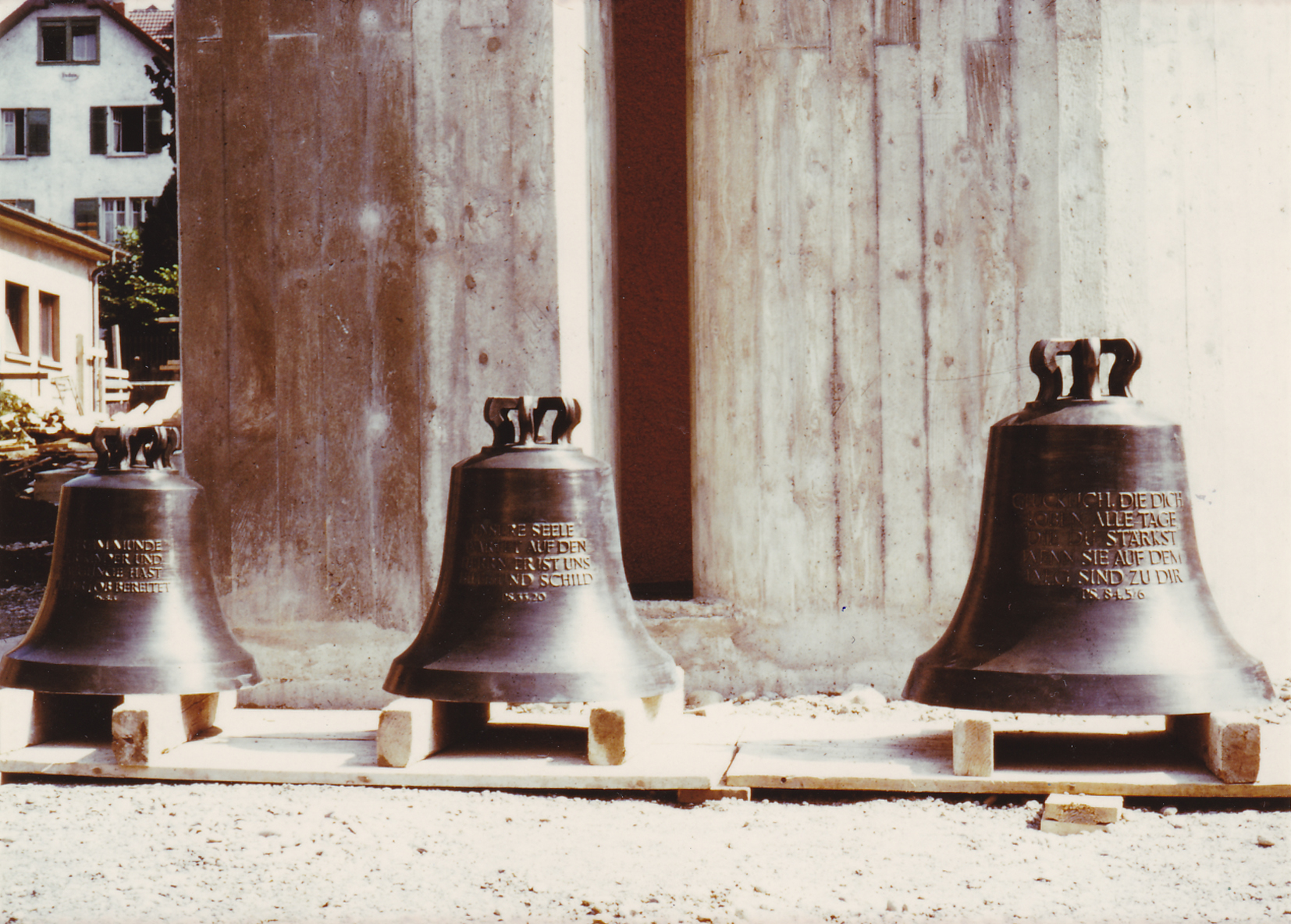
Die Glocken vor dem Aufzug in den Turm
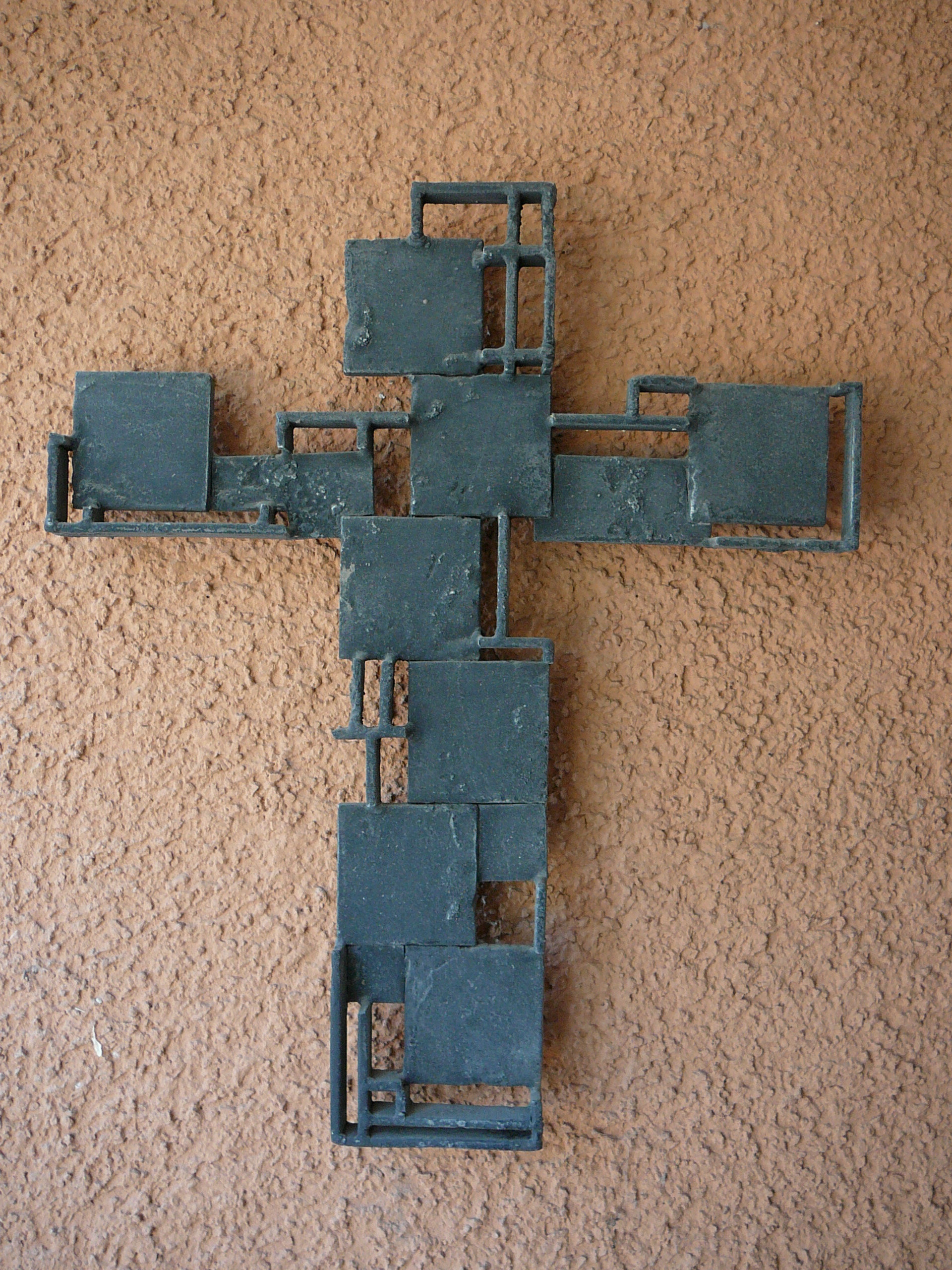
Kreuz von Paul Stöckli an der Fassade von 1973

### Ausstattung

#### Ursprüngliche Innenausstattung
Wie schon bei der von 1963 bis 1964 von Karl Higi erbauten Kirche Allerheiligen in Zürich-Neuaffoltern erregte auch bei der Kirche Heilig Geist im Weihejahr 1973 die ursprüngliche Innengestaltung des Kirchenraumes einiges Aufsehen: Die Kirche ist kein traditioneller Längs-, sondern ein Querbau. Statt Bänken befinden sich im Kirchenraum Stühle, die in einem Halbkreis nicht um einen Altar, sondern um einen schlichten Abendmahlstisch und Holzambo gruppiert wurden. Die Wände der Kirche bestehen aus Sichtbeton, an der Decke und an der Wand hinter dem Altar waren grosse, in Dreiecke unterteilte Quadrate in dezentem Blau, Grau und Gelb auf blauem oder gelbem Hintergrund zu sehen, welche auf schlichte Holzelemente gemalt waren. Diese stellten auf abstrakte Weise das pfingstliche Brausen dar, das wie ein heftiger Sturm das ganze Haus erfüllte (Apg 2,2). Diese Wand- und Deckengestaltung, der Tabernakel, die Fenstergestaltung und die Apostelkreuze aus Schmiedeeisen, welche in Form eines Fisches gruppiert waren, stammten vom Künstler Paul Stöckli und bildeten eine Einheit mit dem Kreuz am Kircheneingang zur Brunnwiesenstrasse. Der Abendmahlstisch bestand aus Holz und war ohne Nägel und Schrauben verzapft. Er war von Hans Stöckli, Kunstschreiner in Ibach (Schwyz), entworfen und ausgeführt worden. Auf ihm standen ein Altarkreuz und zwei Kerzenhalter aus Schmiedeeisen, welche weiss emailliert und von Paul Stöckli entworfen worden waren.
Die quadratischen Formen von Paul Stöckli beeinflussten auch die Gestaltung des Prospekts der Orgel, die an der linken Seitenwand steht. Eine weitere Besonderheit der Kirche ist, dass der Tabernakel nicht an der Wand hinter dem Altar angebracht wurde, sondern in einer Nische unter dem Orgelprospekt, frei zugänglich für betende Gläubige. Wie in anderen nach dem Zweiten Vatikanischen Konzil neu erbauten oder umgestalteten Kirchen wurde der Tabernakel dezentral angebracht, um die Feier der Eucharistie am Abendmahlstisch als Mitte der Gemeinde zu verdeutlichen. Der Tabernakel von Paul Stöckli hatte die Gestalt einer Säule, die aus vier übereinander angeordneten zwölfeckigen Körpern bestand. Der Rahmen und ein Teil der Füllungen waren aus rohgeschmiedetem Eisen, die durchscheinenden Füllungen rohgegossene Glasplatten. Das für diesen besonderen Tabernakel gestaltete Ziborium, eine Goldschmiedearbeit von Josef Caminada, war weiss emailliert und befand sich im zweitobersten, ganz mit Glas geschlossenen Körper. Im darunter liegenden Körper befand sich das ewige Licht. Hinter dem Tabernakel befand sich ein Kirchenfenster, welches diese Tabernakelgestaltung optisch aufnahm und aus opalisiert gebläseltem Glas bestand. In der Nische für den Tabernakel war des Weiteren eine Madonna mit Kind aus dem Übergang vom 17. ins 18. Jahrhundert angebracht, daneben ein Ständer für Kerzenopfer.
Da die Kirche keine grossen Fenster aufweist, fällt das Tageslicht hauptsächlich durch grosse Lichtschächte von der Decke in die Kirche. Um deutlich zu machen, dass der Kirchenraum mit einer Schiebewand in einen sakralen und in einen profanen Raum getrennt werden konnte, wurden in der linken Kirchenhälfte dezente Lampen in den Lichtschächten angebracht, in der linken Saalhälfte hingen jedoch grosse, kugelförmige Leuchtkörper von der Decke herab. Die Einheit des ganzen Raumes wurde dagegen durch den hellen Steinboden betont, der aus Jurakalkstein besteht und Einschlüsse versteinerter Ammoniten u. a. enthält.

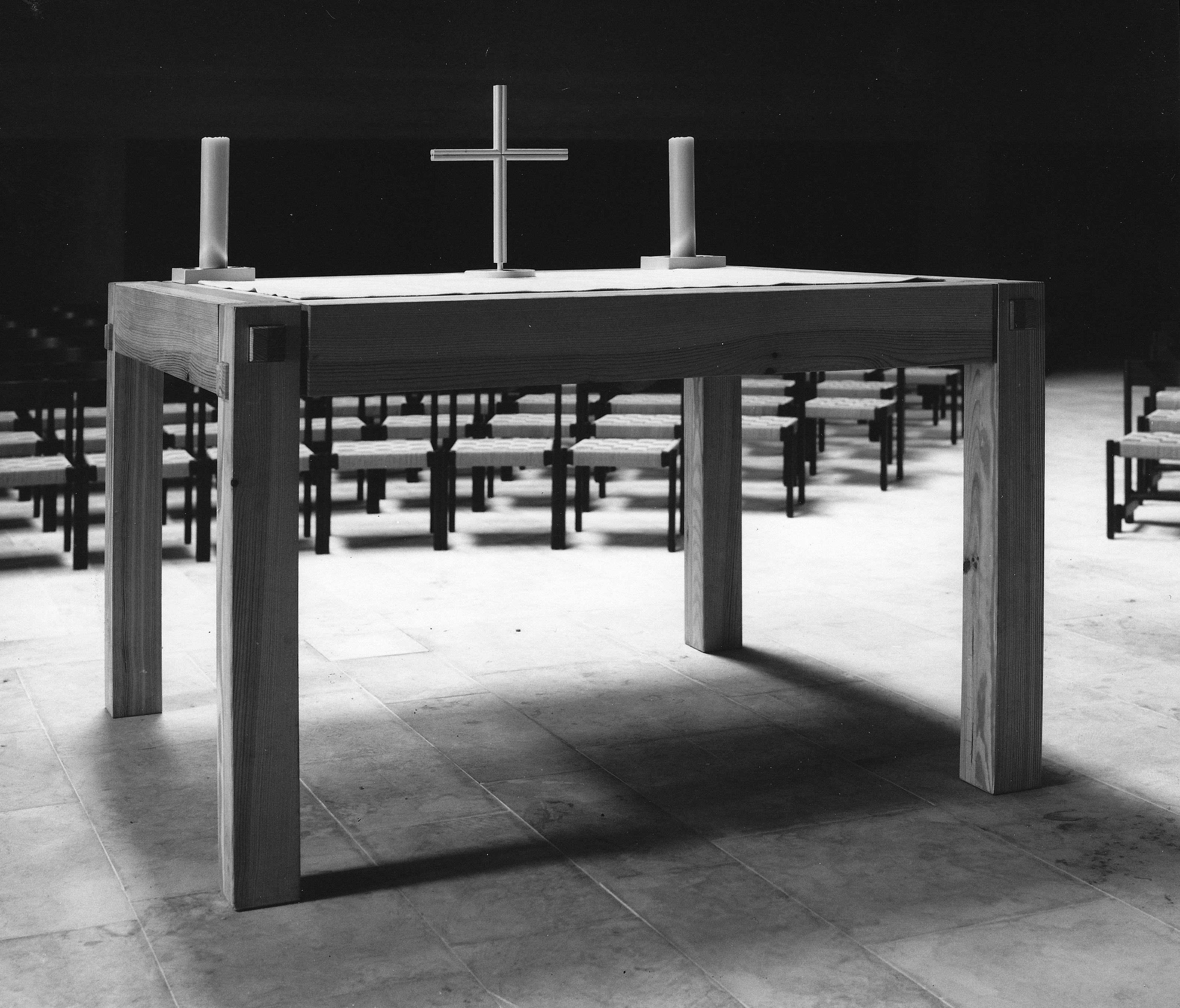
Der Altar von 1973 bis 2013

#### Veränderungen zwischen 1974 und 2005
Schon bald nach dem Bau der Kirche begann eine Reihe von Veränderungen, die den ursprünglichen, schlichten Charakter des Kircheninnenraums im Lauf der Zeit veränderte. Als erstes brachte man ein Kreuz an der Betonwand hinter dem Ambo an, um die christliche Ausrichtung des Baus zu verdeutlichen. 1986 wurde ein Kreuzweg, der vom Walliser Künstler Hans Loretan gestaltet wurde, im Umgang an der Rückwand der Kirche angebracht. Im Jahr 1990 erhielt die Kirche an der Wand hinter dem Altarbereich eine monumentale Bronzeplastik, welche ebenfalls von Hans Loretan gestaltet wurde und das Pfingstereignis darstellt. Diese Plastik verweist auf die Weihe der Kirche an den Heiligen Geist und ersetzte das schlichte Holzkreuz an der Wand hinter dem Ambo. Im gleichen Zuge wurde die Holzwand mit den quadratischen Formen hinter dem Altar entfernt, hinter der sich die Elemente der Trennwand für die Teilung der Kirche in einen sakralen und profanen Saal befunden hatten. Als in den Jahren 2004 bis 2005 das Pfarreizentrum renoviert und erweitert wurde, ersetzte man schliesslich auch die ursprünglichen Leuchtkörper der Kirche und vereinheitlichte so den ursprünglich zweigeteilten Kirchenraum.

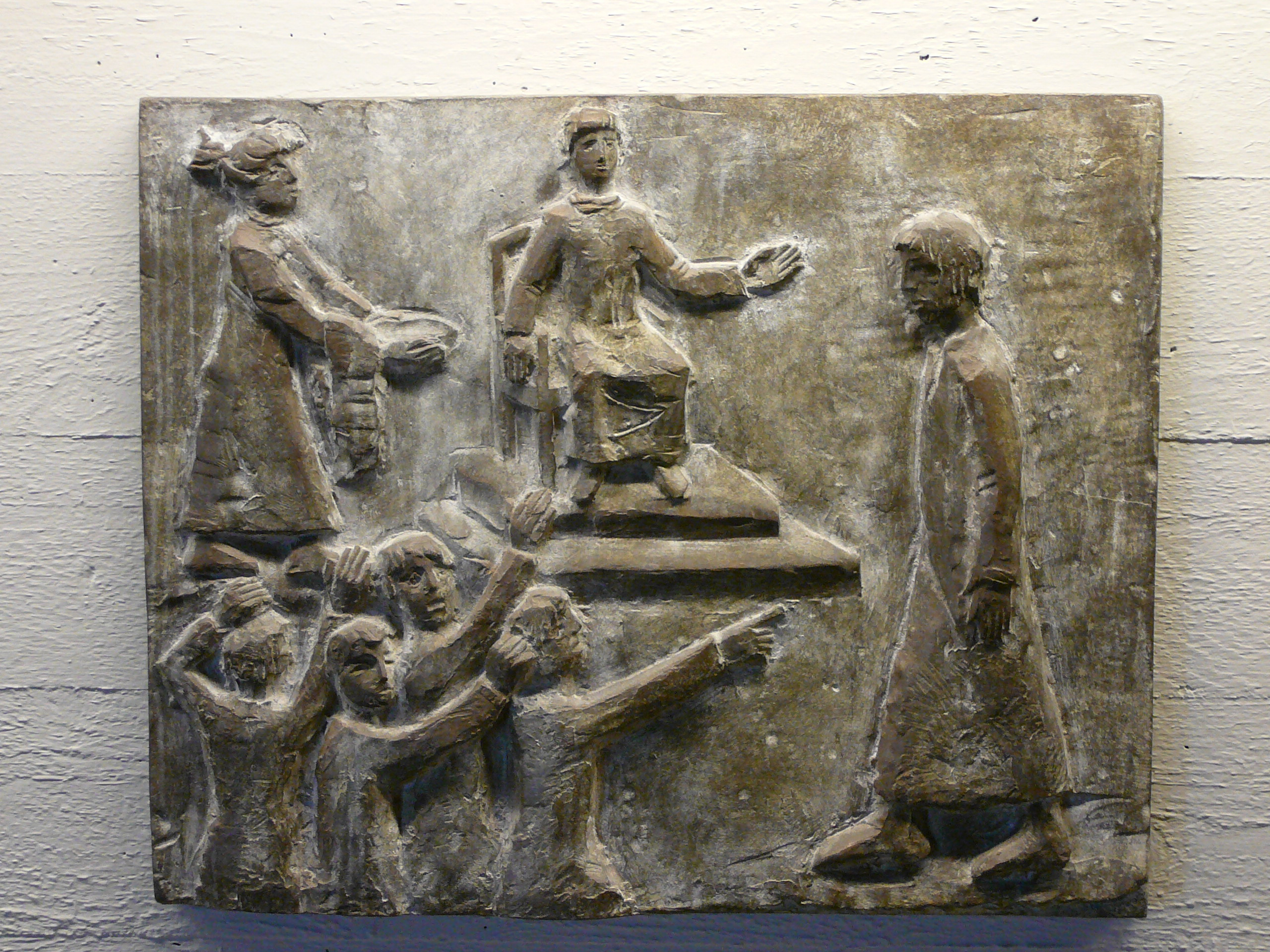
Kreuzweg von Hans Loretan
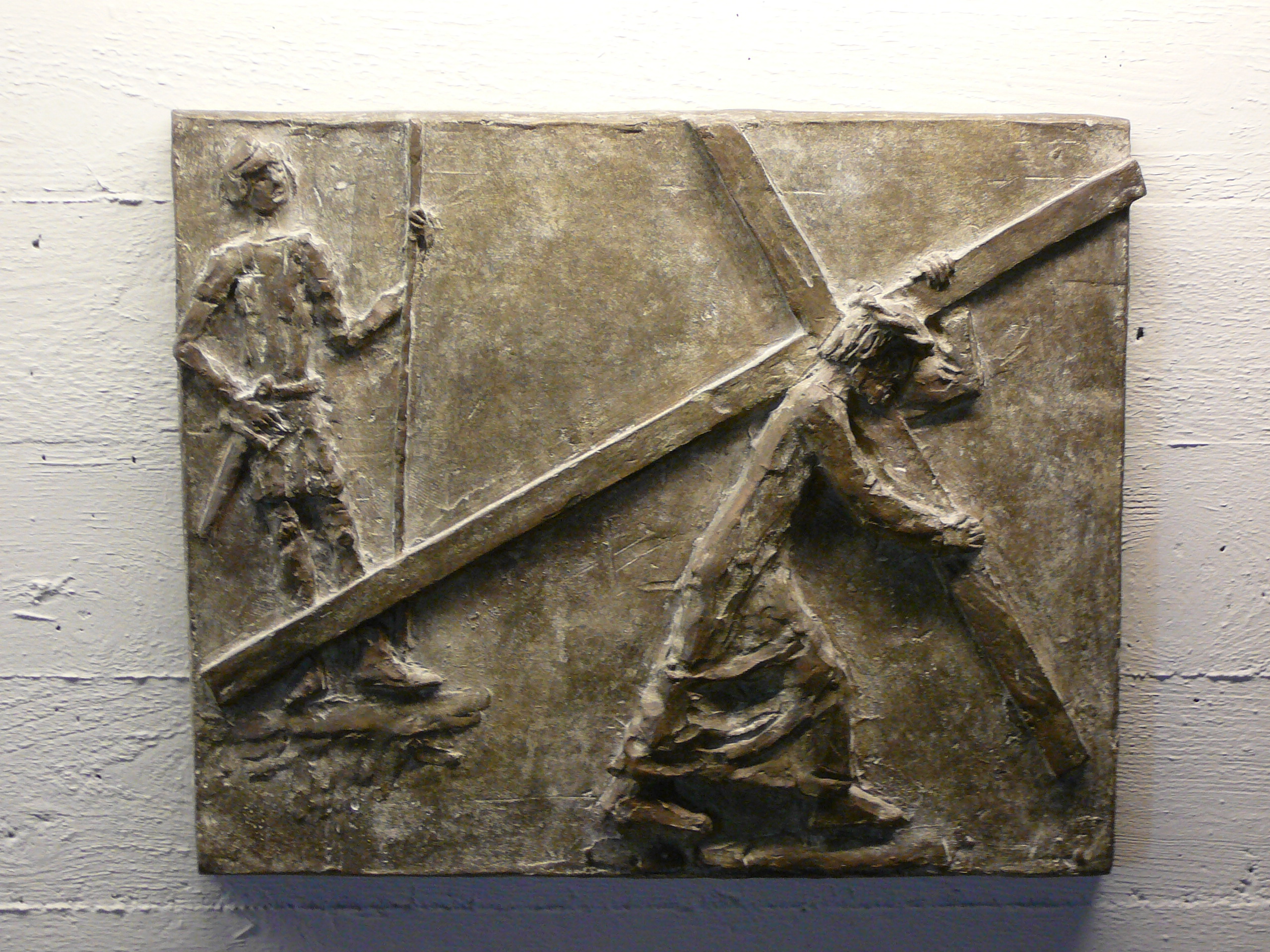
Jesus nimmt das schwere Kreuz auf seine Schultern
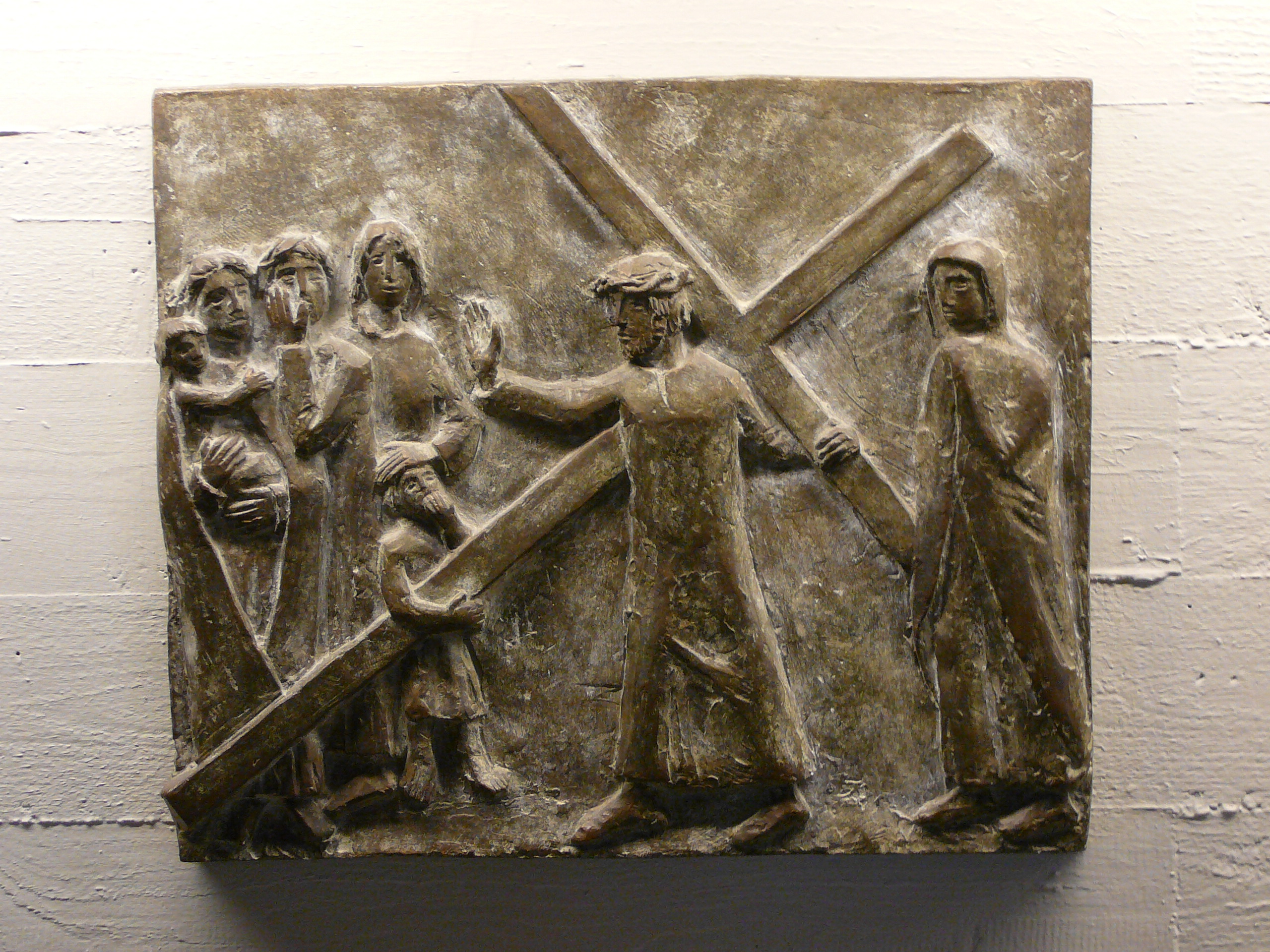
Jesus begegnet den weinenden Frauen
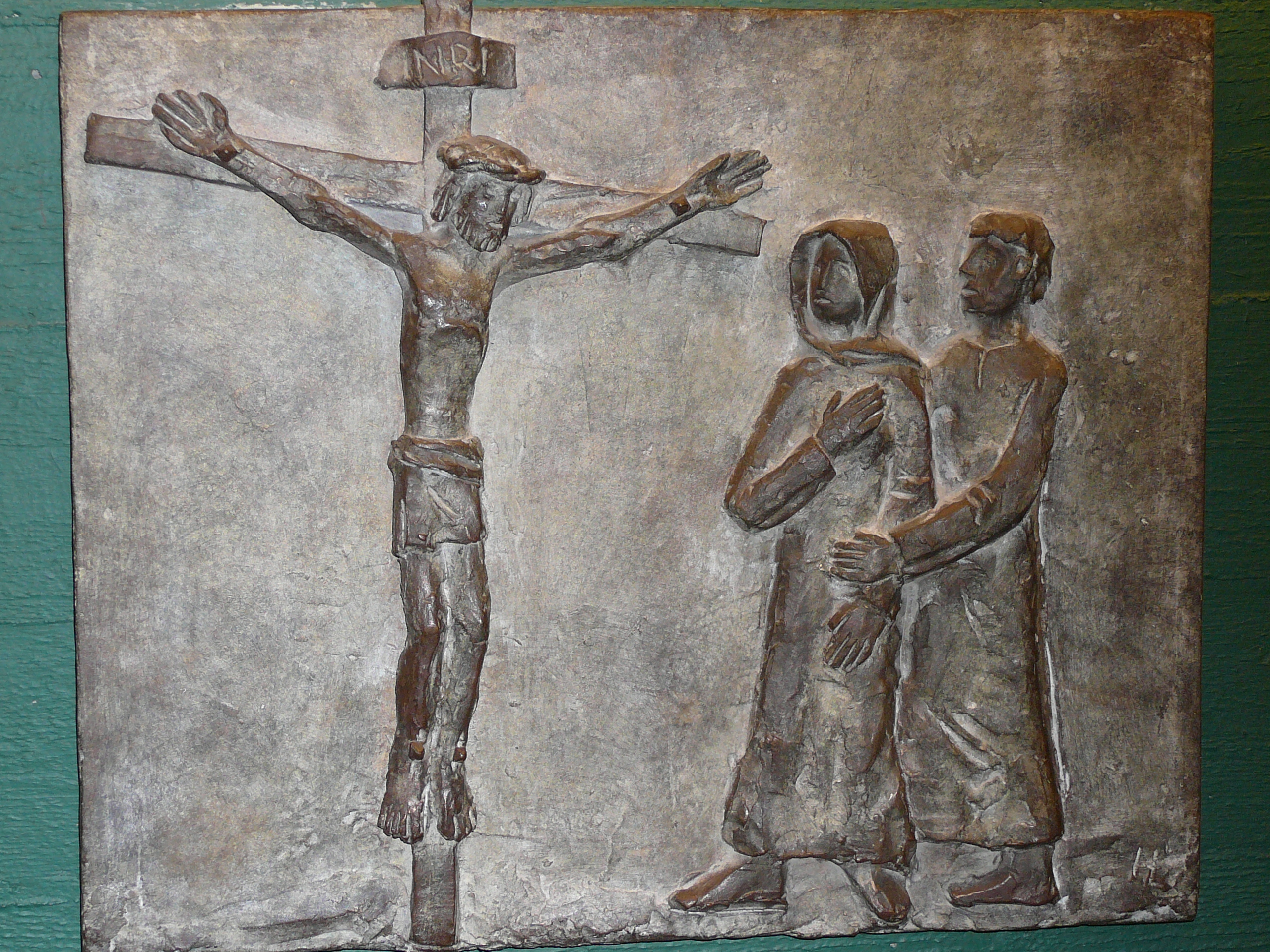
Jesus am Kreuz

#### Neugestaltung des Kirchenraumes 2013

Werktagskapelle mit Taufstein 2013

Durch die zahlreichen Veränderungen in den Jahren 1974 bis 2005 hatte der ursprünglich schlichte Innenraum der Kirche seinen angedachten Charakter verloren. Im Jahr 2013 wurde der Kirchenraum durch die Künstler Mundy Nussbaumer, Luzern und Toni Egloff komplett neu gestaltet, um den Raum zu harmonisieren. Dabei wurden der ursprüngliche Altar und Ambo sowie die Heilig-Geist-Plastik an der Wand hinter dem Altar entfernt, ebenso die verbliebenen ursprünglichen Wandelemente aus Holz in der ganzen Kirche. Die Grundfläche des Altarraums wurde leicht verändert und anstatt der zwei bisherigen hohen Stufen führen neu drei flachere Stufen vom Boden der Kirche zum erhöhten Altarraum, welche in ihrer Dreizahl auf die Trinität verweisen. Ähnlich wie in der Kirche St. Konrad (Zürich-Albisrieden) wurde versucht, der Ebenbürtigkeit von Wortgottesdienst und Eucharistiefeier mittels zweier gleich gestalteter Tische (Tisch des Wortes, rechts, und Tisch des Mahles, links) Ausdruck zu verleihen. Auf der linken Seite des Altares steht ein neu geschaffenes Vortragskreuz. Als Ersatz für den ursprünglichen Tabernakel in der Nische unter der Orgel befindet sich an der Rückwand des Altarraums ein neu geschaffener Tabernakel. In der südöstlichen Ecke der Kirche wurde ein zweiter sakraler Bereich neu geschaffen, der als Gottesdienstort sowohl für kleinere Andachten und Werktagsgottesdienste als auch für Tauffeiern dient. Erstmals erhielt die Kirche Heilig Geist einen Taufstein, der sich neben dem Werktagsaltar befindet und in seiner runden Formgebung an einen Brunnen erinnert. Rechts vom Taufbrunnen findet sich ein neu geschaffener Leuchter für die Osterkerze. Ebenfalls neu geschaffen wurde ein dritter sakraler Bereich, der als Andachtsecke dient und sich an der südlichen Kirchenwand befindet. An die Holzwand des Andachtsbereichs wurde ein Kreuz angebracht, bei dem die Namen der Verstorbenen der Pfarrei verzeichnet werden. Links von dieser Gestaltung befindet sich die Madonnenskulptur, die in der ursprünglichen Kirchengestaltung in der Tabernakelnische angebracht gewesen war. An der Wand des Andachtsbereichs, an der rechten Wand der Werktagskapelle und hinter dem Altarraum befinden sich neue Holzelemente, die mit der einheitlichen Gestaltung einen Bezug zwischen den drei sakralen Bereichen herstellen und gleichzeitig das ursprüngliche Konzept von Architekt Karl Higi in Bezug auf Materialwahl und Formensprache aufgreifen. Die Fenster der Kirche wurden mit Milchglas versehen, um das Tageslicht milder in die Kirche einfallen zu lassen. An der Decke der Kirche befinden sich die ursprünglichen, von Paul Stöckli geschaffenen Quadrate, sodass die markante Gestaltung des Orgelprospekts nach wie vor von der Raumgestaltung aufgenommen wird. Die Farbgebung der Holzdecke wurde dem Farbkonzept der neu gestalteten sakralen Bereiche angeglichen. Die ursprünglich dunkelgrünen Wände im Umgang an der Rückwand der Kirche sowie im Treppenhaus zum Untergeschoss wurden in dezenter Farbgebung neu gestaltet und dadurch in die Harmonisierung des Kirchenraumes von 2013 eingegliedert.

Andachtsecke
Taufstein
Tabernakel
Kruzifix
Liturgische Gefässe
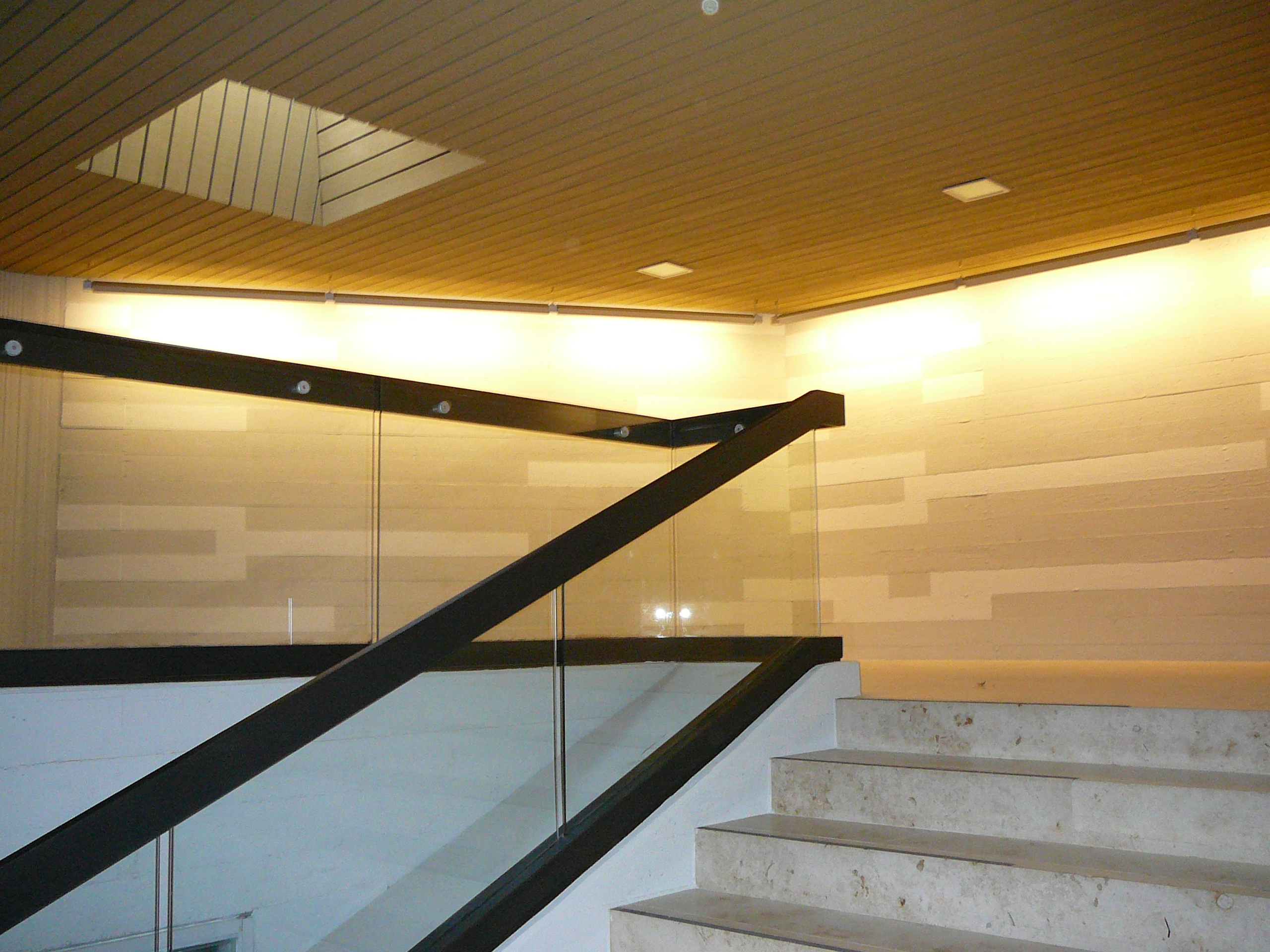
Treppe zur Kirche

#### Glasfenster von Horst Thürheimer
Im Jahr 2019 schuf Horst Thürheimer fünf Glasfenster, die das theologische Konzept der neugestalteten Kirche aufgreifen: den Glaubensweg. Beim Kirchenportal an der Brunnwiesenstrasse ist auf dem ersten Fenster ein Schiff zu erkennen. Der Besucher der Kirche betritt nicht nur das Gotteshaus, sondern steigt symbolisch in ein Boot, das auf die Arche Noah (Gen 6-9) verweist, aber auch auf das Unterwegssein der Jünger mit Jesus im Boot (Mk 4, 35-40). Das Schiff als Sinnbild für die Menschen, die in der Kirche mit Jesus unterwegs sind, aber auch ein Ort des Schutzes vor dem Unwetter der Zeiten.
Auf der Südseite der Kirche sind vier hochrechteckige Glasfenster angebracht, die jeweils paarig angeordnet sind. Zu sehen sind auf dem rechten Fenster ganz links (v. o. n. u.): der Brennende Dornbusch bei Moses (Ex 3-4), darunter ein Brunnen (der einerseits die Gestaltung des Taufbeckens der Kirche Heilig Geist aufnimmt und so auf den individuellen Anfang des je eigenen Glaubenswegs verweist, aber auch auf die Begegnung Jesu mit der Frau am Brunnen (Joh 4, 6-15)), unten schliesslich die Berufung der Maria (Lk 2, 28-38). Auf dem zweiten Fenster (v.u.n.o) sind die Sterndeuter zu sehen (Mt 2, 1-11), die auf ihrem Weg unterwegs sind zum oben dargestellten Kind in der Krippe (Weihnachten in Lk 2, aber auch die Menschwerdung Gottes bei Joh 1,14-18).
Das linke Doppelfenster liest sich zunächst auf dem rechten Fenster v.u.n.o.: Zunächst geht es um die Wendezeiten im Leben, auf dem Glaubensweg der Gottesmutter Maria konkret um das Loslassen des zwölfjährigen Sohnes im Tempel (Lk 2, 41-52), dann um das Zulassen, dass Jesus als Erwachsener seinen eigenen Weg geht (Lk 4, 18-19, Mk 3, 20-35) und schliesslich das sich Verlassen-Können Mariens auf ihren Sohn bei der Hochzeit zu Kana (Joh 2, 1-12). Darüber ist auf dem Glasfenster das Kreuz zu sehen, das von hinten angestrahlt in österlich-leuchtendes Gelb getaucht ist, das Leid und der Tod werden verwandelt in das Leben in Fülle (Joh 10, 10b).
Das vierte Fenster ganz links zeigt v.u.n.o.: Die Auferstehung Christi (Joh 20, 1-18), in der Mitte des Fensters ist Pfingsten zu sehen (Apg 2, 1-11), was auf die Geburtsstunde der Kirche, aber auch auf das Patrozinium der Kirche Heilig Geist verweist. Abgeschlossen wird der Glaubensweg auf den Thürheimer-Fenstern mit einem Blick in den Himmel (Joh 14, 1-3).

#### Orgel

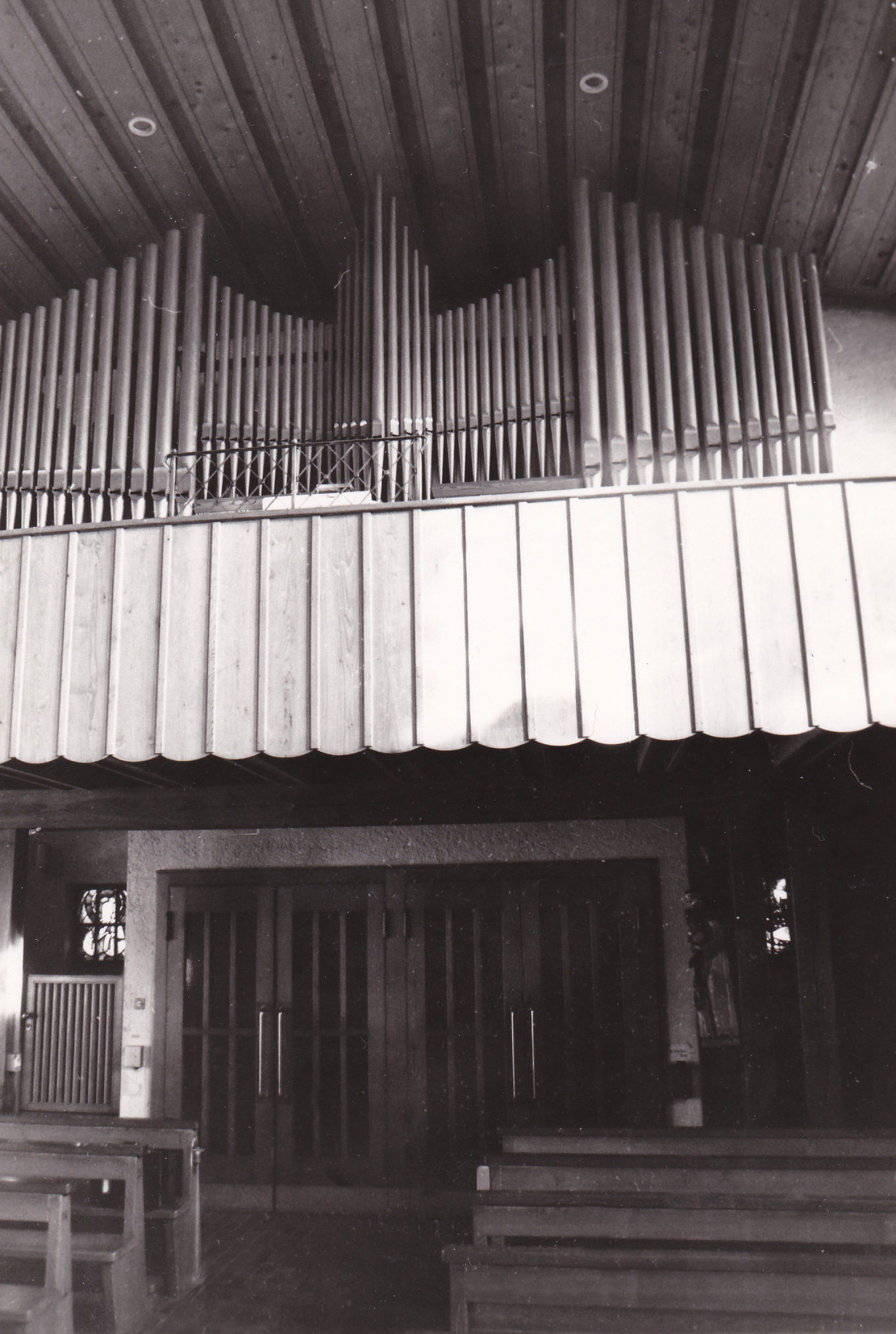
Späth-Orgel im Ursprungszustand um 1954

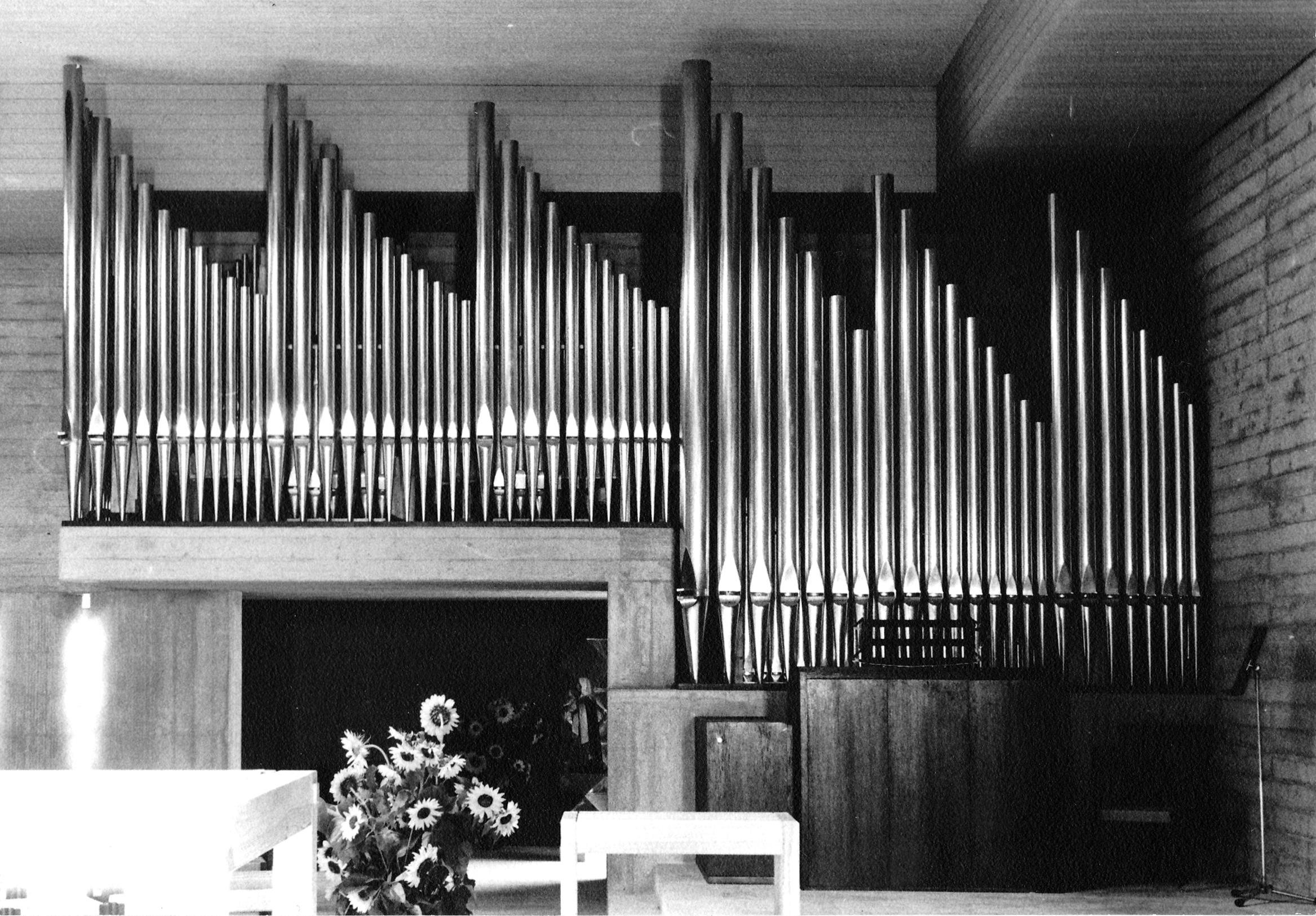
Späth-Orgel im Kirchenneubau, Zustand 1973

Die Orgel wurde 1954 von der Firma Gebr. Späth aus Rapperswil für die erste Kirche Heilig Geist von 1940 erbaut. Die zweimanualige Orgel wies damals folgende Disposition auf:
| I Hauptwerk C–g3 |       |
| Prinzipal        | 8′    |
| Flauto mayor     | 8′    |
| Gemshorn         | 8′    |
| Oktave           | 4′    |
| Rohrflöte        | 4′    |
| Quinte           | 2 ⁄3′ |
| Superoktave      | 2′    |
| Mixtur           | 2′    |

| II Schwellwerk C–g3 |        |
| Gedackt             | 16′    |
| Gedackt             | 8′     |
| Salicional          | 8′     |
| Unda maris          | 8′     |
| Praestant           | 4′     |
| Blockflöte          | 4′     |
| Nasat               | 2 ⁄3′  |
| Flageolet           | 2′     |
| Terz                | 1 3⁄5′ |
| Zimbel              | 1′     |
| Trompete            | 8′     |

| Pedal C–f1  |     |
| Subbass     | 16′ |
| Echobass    | 16′ |
| Flötbass    | 8′  |
| Gedecktbass | 8′  |
| Choralbass  | 4′  |

- Koppeln: II/I, I/P, II/P
- Absteller: Mixtur 2′, Gedackt 16′, Zimbel 1′, Trompete 8′

Beim Neubau des Kirchenzentrums Heilig Geist im Jahr 1973 wurde die bestehende Orgel der alten Kirche übernommen und an der linken Seite des Altarraumes aufgestellt. Durch diese Positionierung wies der Architekt Karl Higi dem Orgelprospekt eine wichtige gestalterische Funktion zu. Die Anordnung der Orgelpfeifen griff hierbei die ursprüngliche Gestaltung der Kirche durch die quadratischen Formen des Künstlers Paul Stöckli auf. Durch die Positionierung der Orgel in der Nähe des Altarbereichs wurde ein optischer und akustischer Bezug der Kirchenmusik zum liturgischen Geschehen hergestellt.
Klanglich wurde die Orgel 1974 durch die Orgelbaufirma Gebr. Späth wie folgt verändert:
- Transferierung der Trompete 8′ vom Manual II in Manual I
- Einbau einer Schalmey 8′ im Manual II
- Im Pedal:
  - Ersatz Echobass 16′ durch Prinzipal 16′
  - Ersatz Flötbass 8′ durch Prinzipal 8′
  - Ersatz Gedecktbass 8′ durch Pommer 8′
  - Ersatz Choralbass 4′ durch Oktav 4′
  - Neu: Mixtur 2 2⁄3′
  - Neu: Fagott 16′

Im Jahr 1993 wurde im Zuge einer Gesamtrenovation durch die Firma Hubert Senn aus Unterengstringen ein neuer Spieltisch eingebaut. Ausserdem wurden die beiden Register Gedackt 8′ und Gedackt 16′ vom Schwellwerk ins Pedal verlängert und zwei Register umbenannt.
Zum Zeitpunkt der Neugestaltung des Kirchenraums im Jahr 2013 präsentiert sich die Orgel von Heilig Geist wie folgt:
| I Hauptwerk C–g3 |       |
| Prinzipal        | 8′    |
| Flauto mayor     | 8′    |
| Gemshorn         | 8′    |
| Oktave           | 4′    |
| Rohrflöte        | 4′    |
| Quinte           | 2 ⁄3′ |
| Oktave           | 2′    |
| Mixtur           | 2′    |
| Trompete         | 8′    |

| II Schwellwerk C–g3 |        |
| Gedackt             | 16′    |
| Gedackt             | 8′     |
| Salicional          | 8′     |
| Unda maris          | 8′     |
| Praestant           | 4′     |
| Blockflöte          | 4′     |
| Nasat               | 2 ⁄3′  |
| Flageolet           | 2′     |
| Terz                | 1 3⁄5′ |
| Zimbel              | 1′     |
| Schalmey            | 8′     |

| Pedal C–f1 |       |
| Subbass    | 16′   |
| Prinzipal  | 16′   |
| Echobass   | 16′   |
| Prinzipal  | 8′    |
| Gedackt    | 8′    |
| Pommer     | 8′    |
| Oktav      | 4′    |
| Mixtur     | 2 ⁄3′ |
| Fagott     | 16′   |

- Koppeln: II/I, I/P, II/P
- Absteller: Schalmey 8′, Trompete 8′, Fagott 16′, Echobass 16′